# Biserica evanghelică din Șercaia

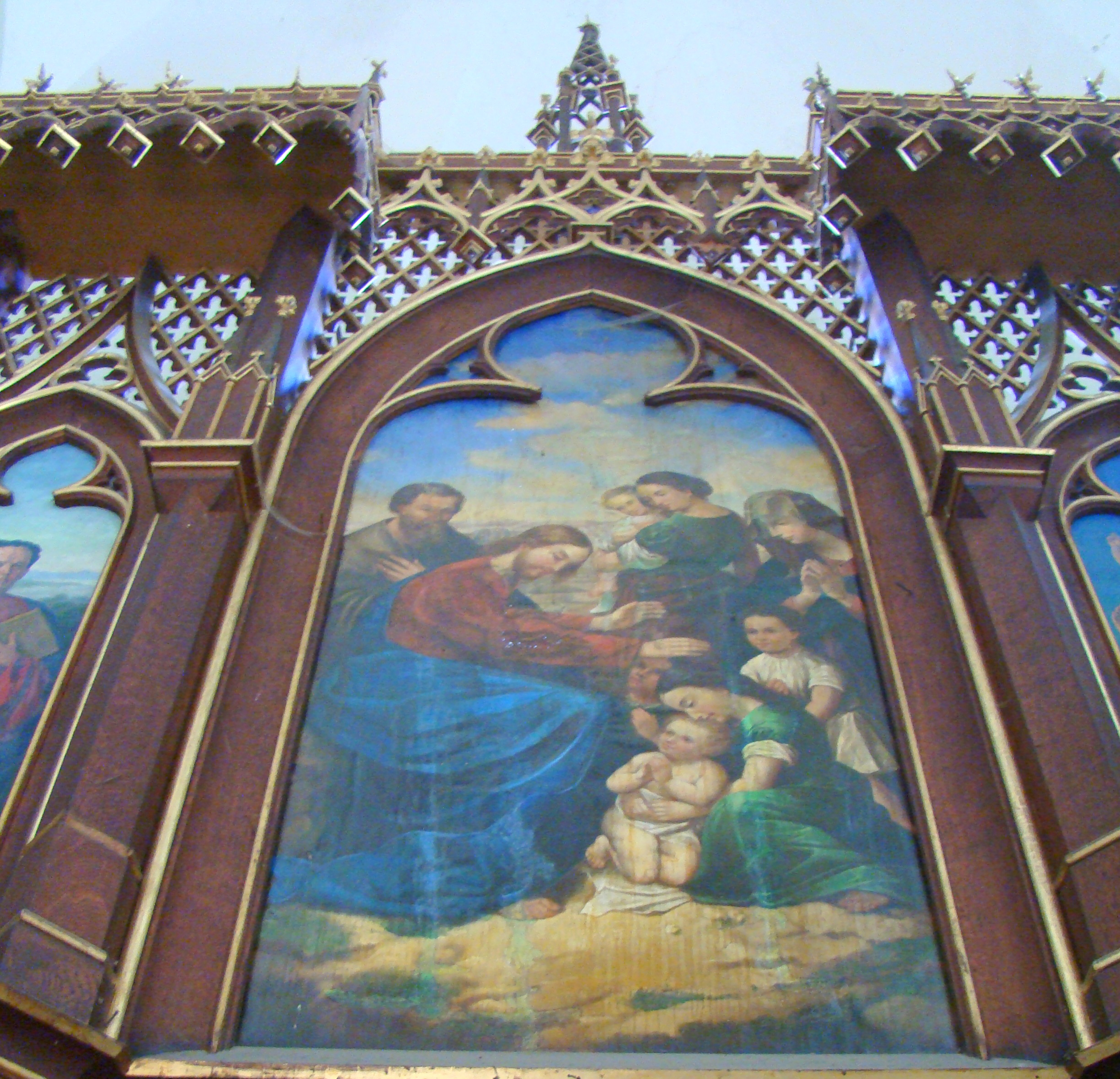
Tabloul central al altarului, pictat de Samuel Herter, cu scena binecuvântării copiilor de către Isus.

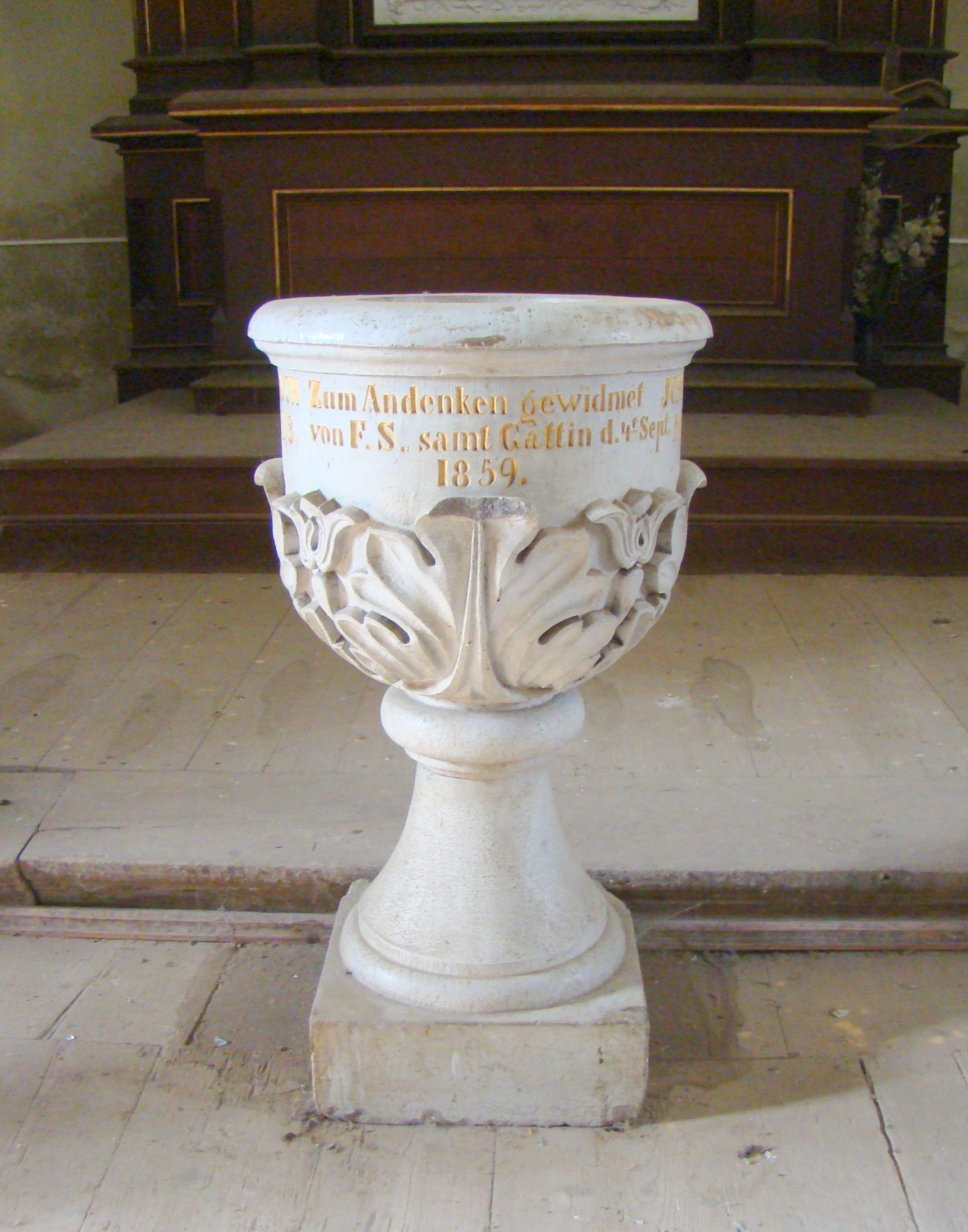
Cristelnița din piatră sculptată a fost donată în anul 1859, înaintea demolării vechii biserici.

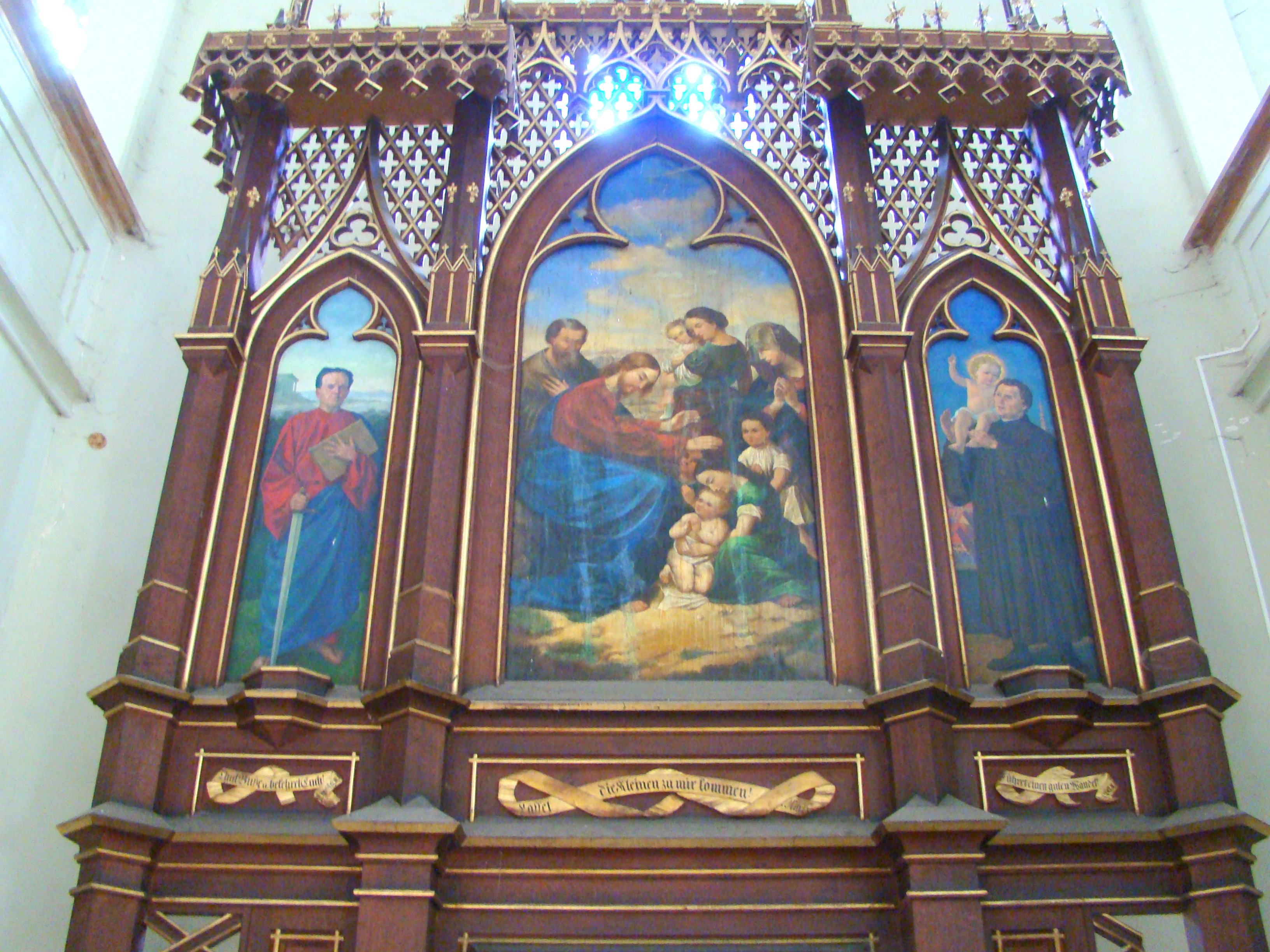
Tabloul altarului este flancat de două panouri pictate de pictorul Eduard Morres. Cel din dreapta îl reprezintă pe apostolul Pavel, iar cel din stânga pe sfântul Cristofor cu figura lui Martin Luther.

Biserica evanghelică din Șercaia, comuna Șercaia, județul Brașov, a fost construită între anii 1868 și 1875. Figurează pe lista monumentelor istorice 2015, cod LMI BV-II-m-B-11821. Ansamblul casei parohiale evanghelice, aflată în imediata vecinătate a bisericii, incluzând și vechiul turn-clopotniță de la 1691, se află pe aceeași listă a monumentelor istorice sub cod LMI BV-II-a-B-11820.

## Localitatea
Șercaia, mai demult Șerpeni, Sărcaia (în dialectul săsesc Schirkojen, Širken'en, în germană Schirkanyen, Schirkengen, Scharken, în maghiară Sárkány, în latină Sarcam) este satul de reședință al comunei cu același nume din județul Brașov, Transilvania, România.
Șercaia este menționată pentru prima dată într-un document emis de Papa Grigore al IX-lea, în 1235, cu numele de „Sarcam”.

## Biserica
Predecesoarea actualei biserici se afla sub patronajul Sfintei Ecaterina și era atestată documentar în anul 1429. De-a lungul timpului biserica a suferit distrugeri repetate, fiind reparată în mai multe rânduri. Datorită stării avansate de degradare biserica a fost dărâmată și reconstruită între 1868 și 1875, după planurile arhitectului Josef Sampek din Brașov. Din motive de spațiu, biserica a fost reconstruită pe direcția nord-sud. Altarul a fost realizat după planurile inginerului orașului Brașov, Peter Bartesch. Basorelieful Cinei celei de Taină a fost realizat de profesorul de sculptură Hermann, având ca sursă de inspirație pictura lui Leonardo da Vinci.
Ansamblul de mobilier de interior datează din ultimul sfert al secolului al XIX-lea, fiind, asemenea bisericii, realizat în stil neogotic. Singura piesă păstrată din biserica medievală este un sfeșnic din lemn policrom, datat 1687. 
Elemente decorative din interiorul bisericii sunt treptele traforate ale scării amvonului, stranele de pe laturile altarului și cele două candelabre din fier.
Orga bisericii, în prezent nefuncțională, a fost realizată de firma timișoreană Wegenstein în 1921.
Pe latura sudică a bisericii, lipit de turnul-clopotniță, se întinde ansamblul casei parohiale evanghelice, monument istoric din secolele XVIII-XIX.
Turnul-clopotniță găzduiește mecanismul orologiului german din anul 1925 și două clopote din anii 1870 și 1923.

## Imagini din exterior

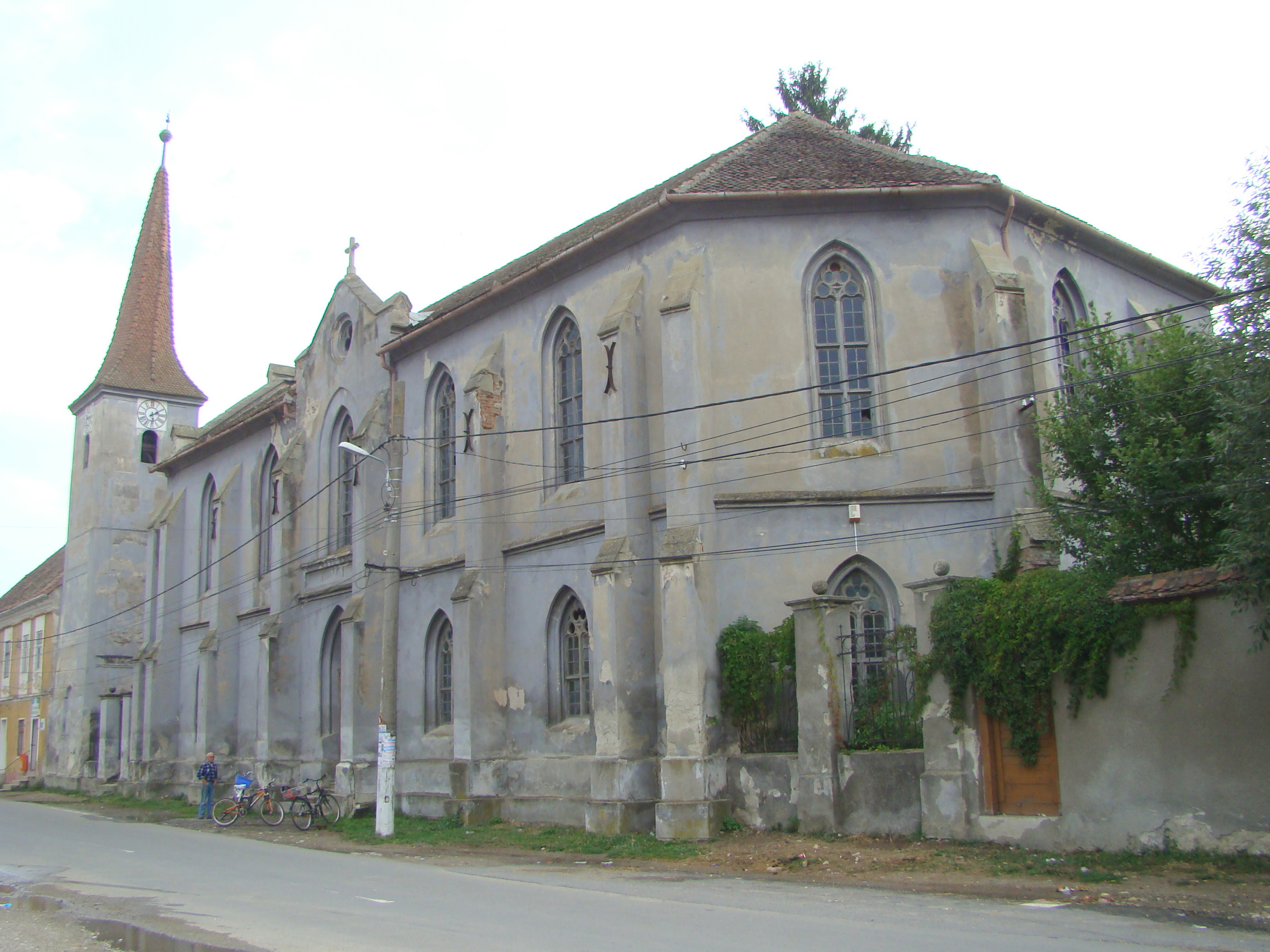
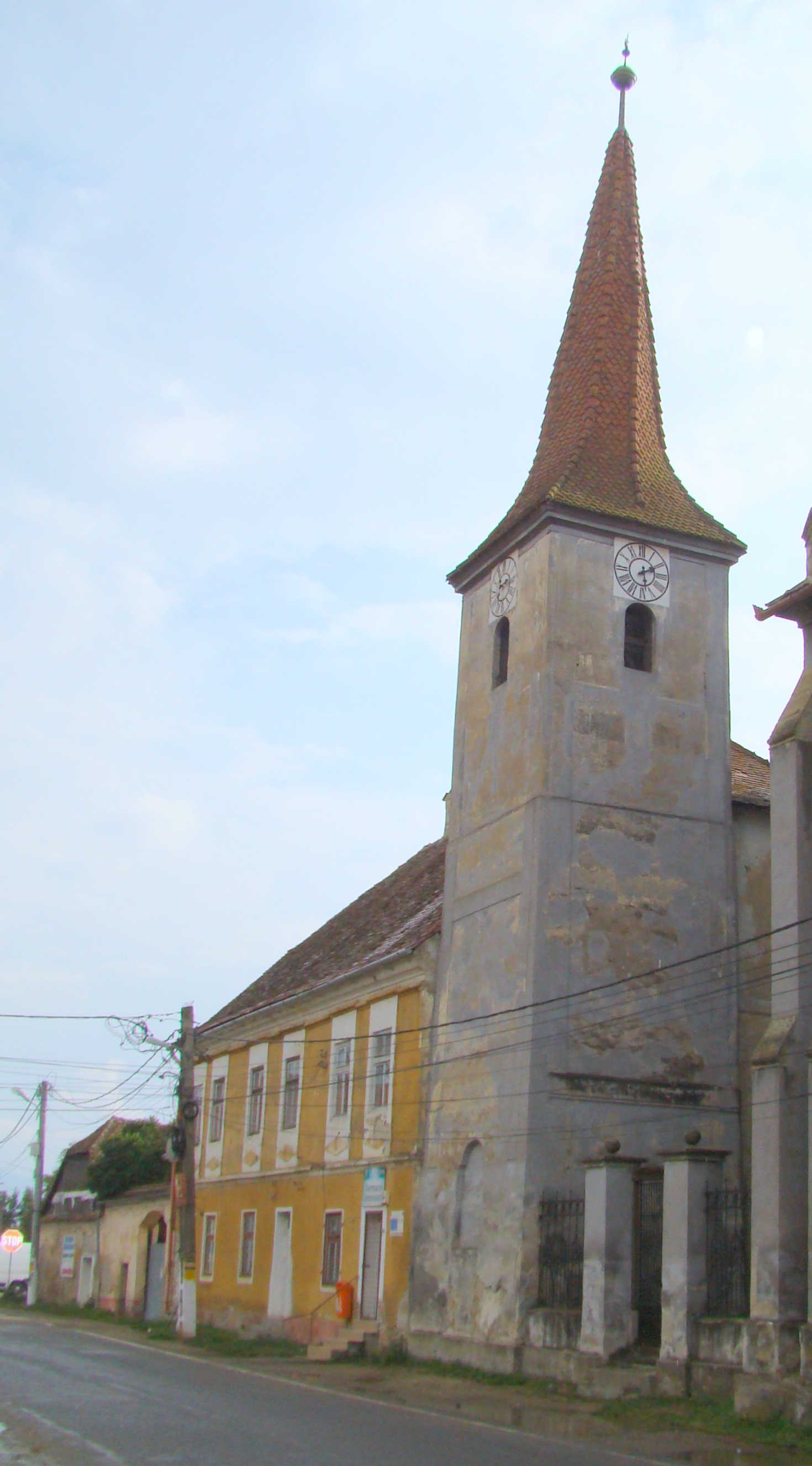
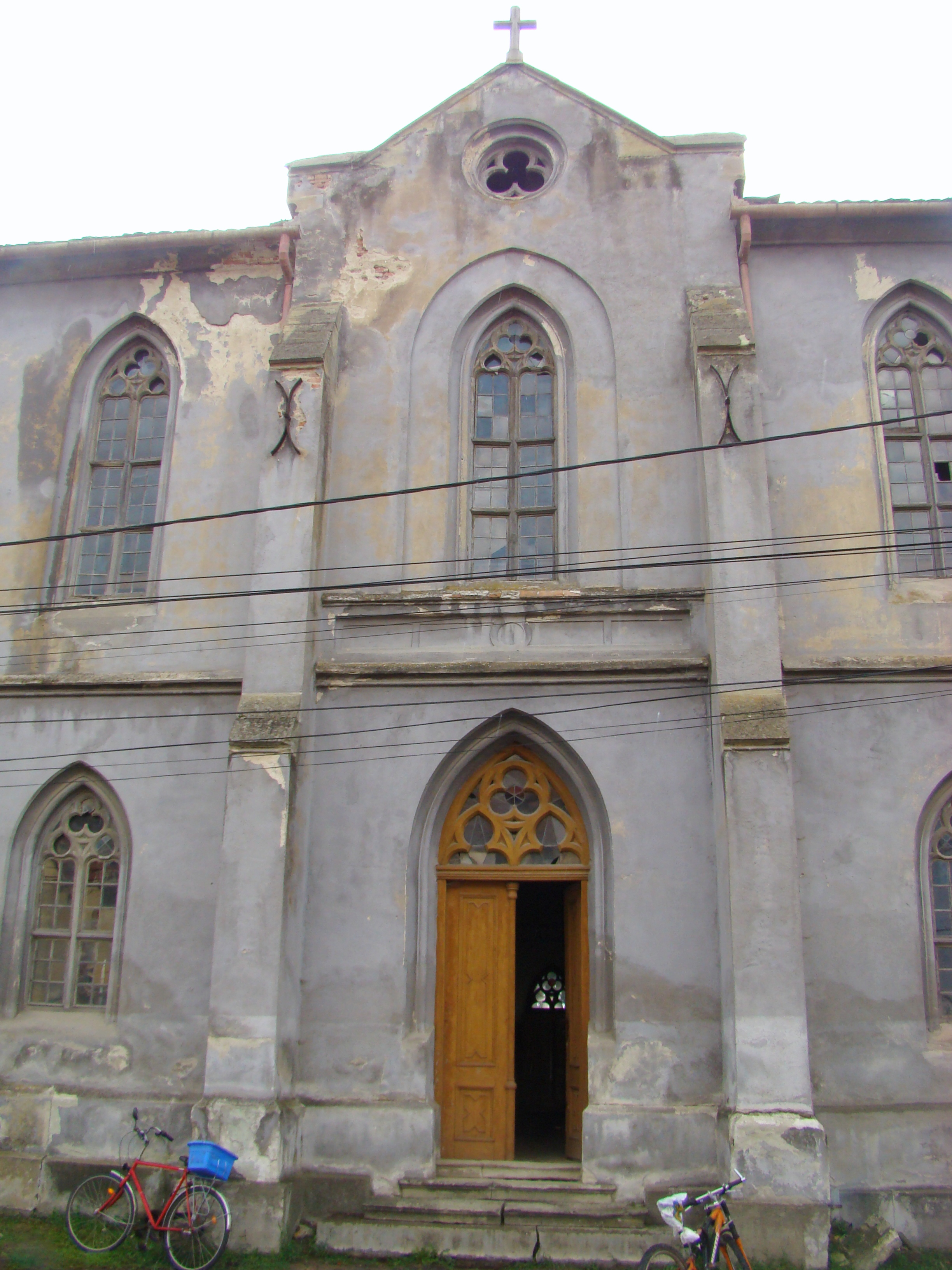
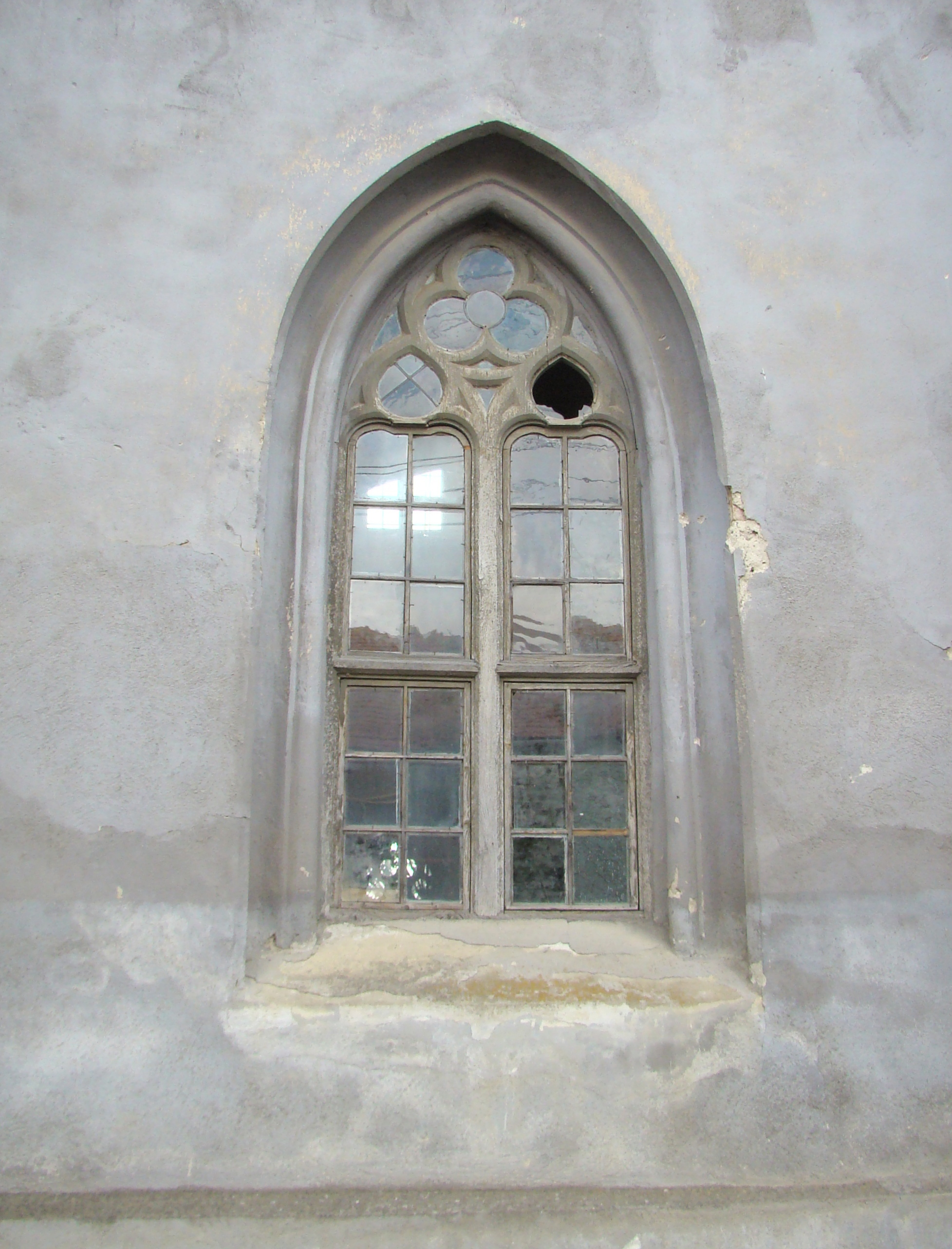
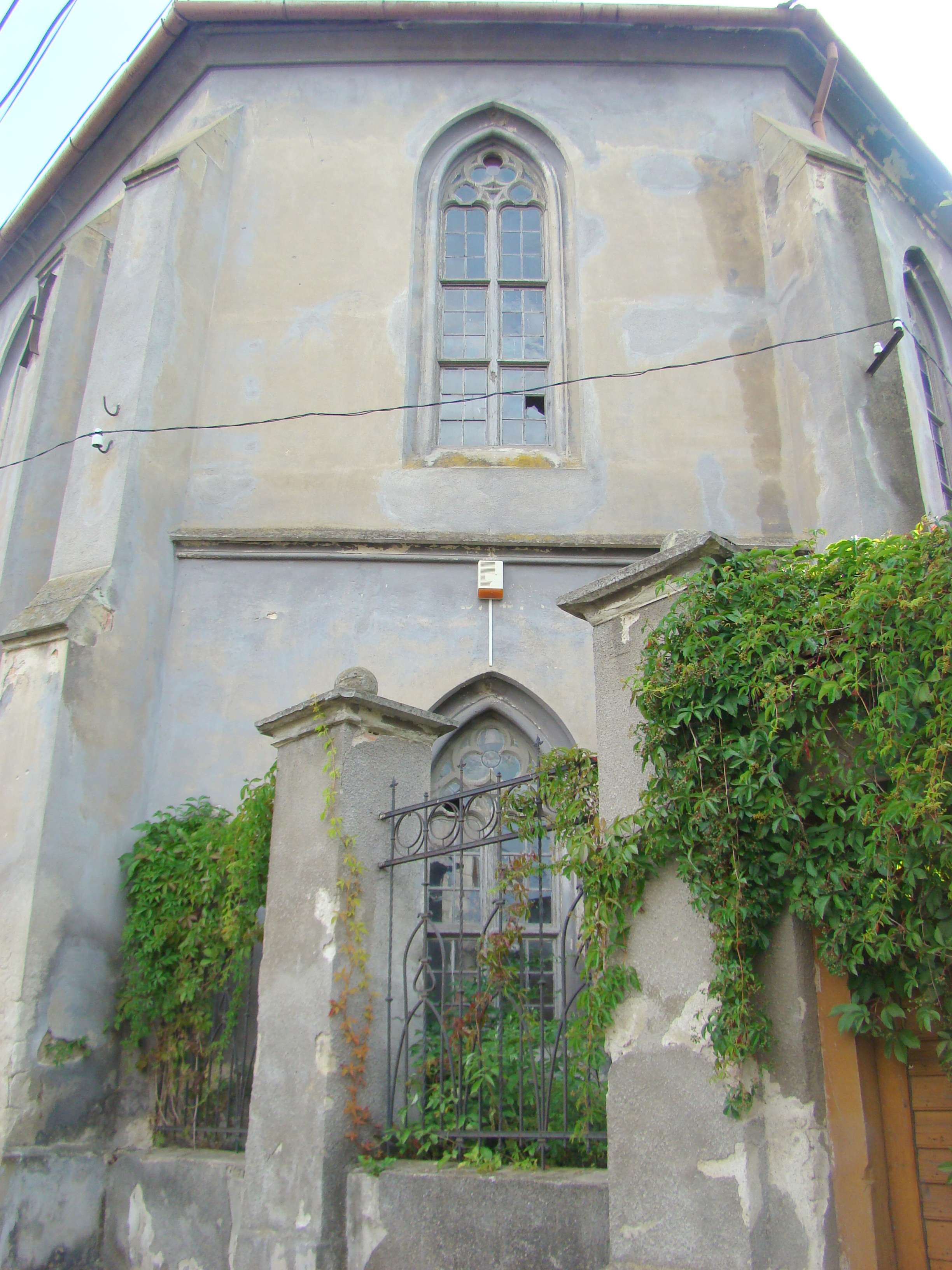
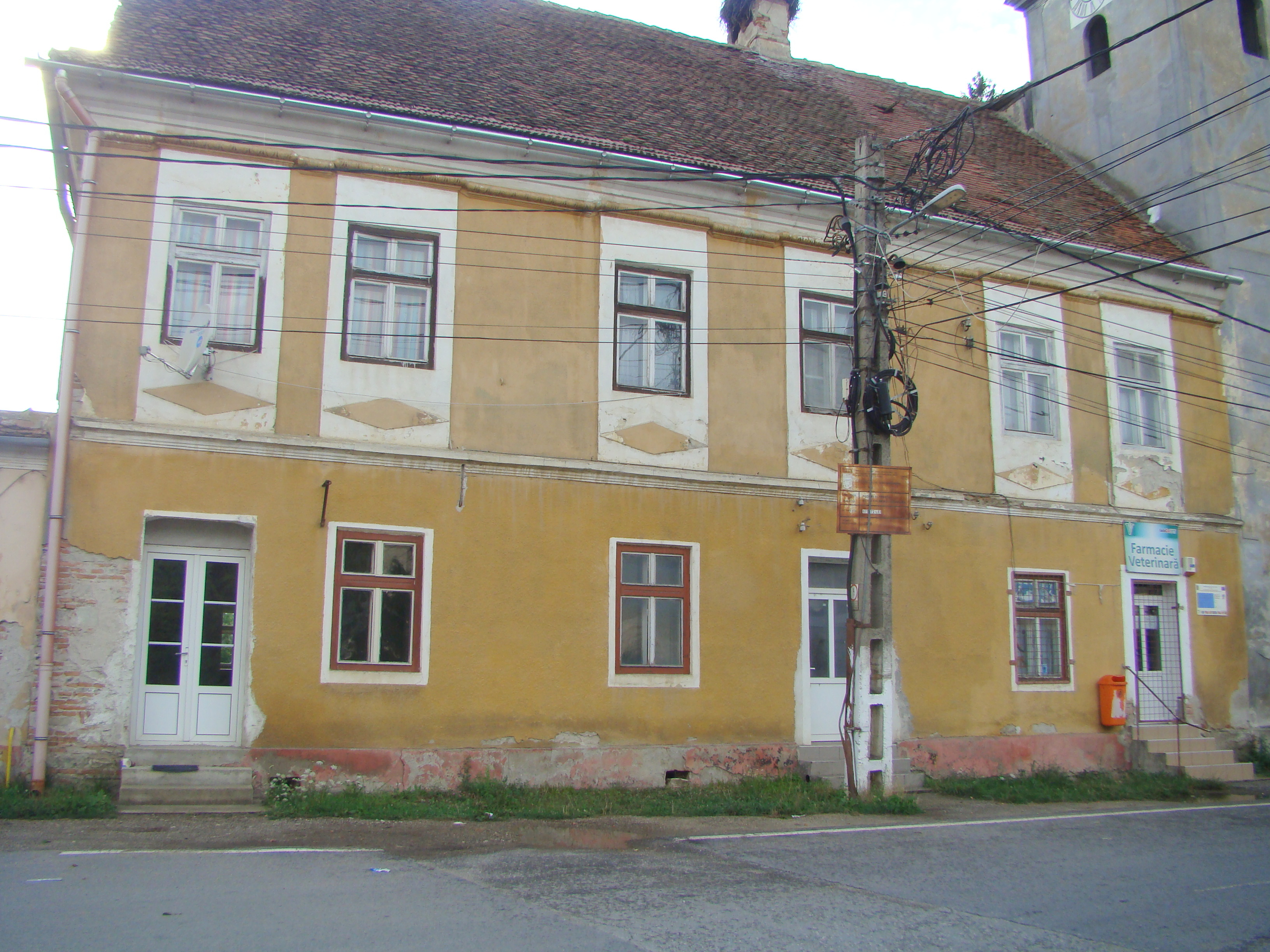

## Imagini din interior

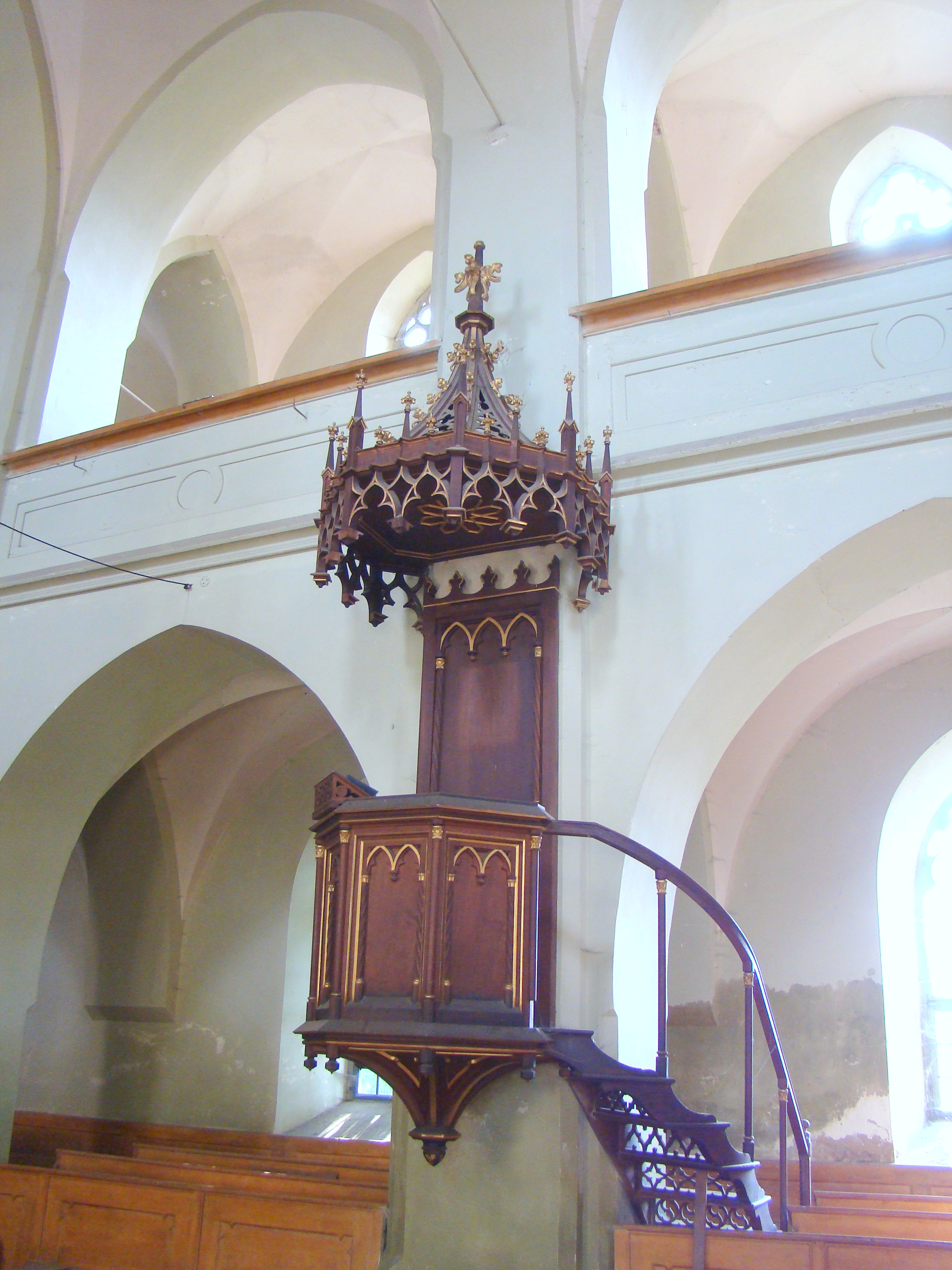
Amvonul
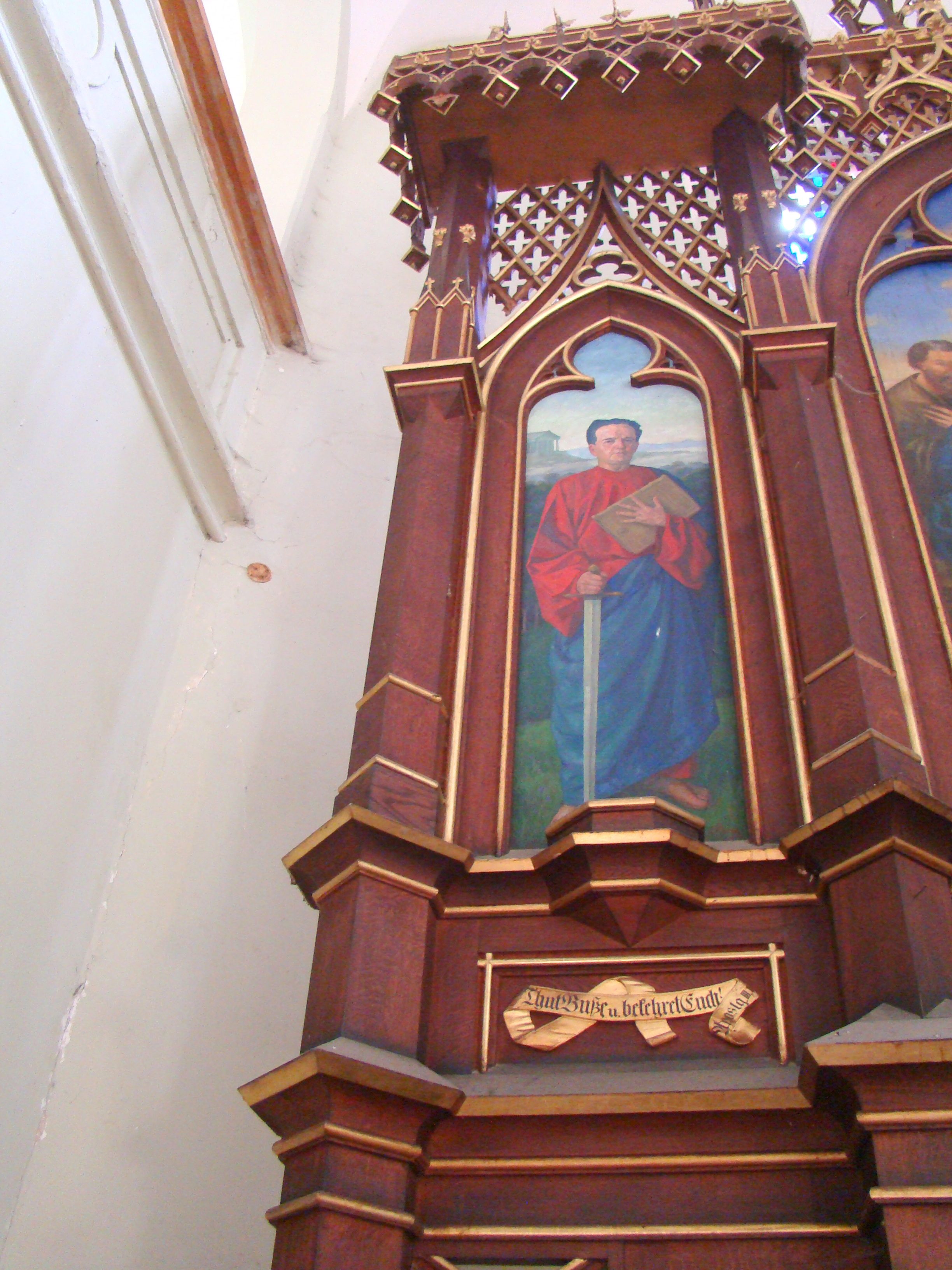
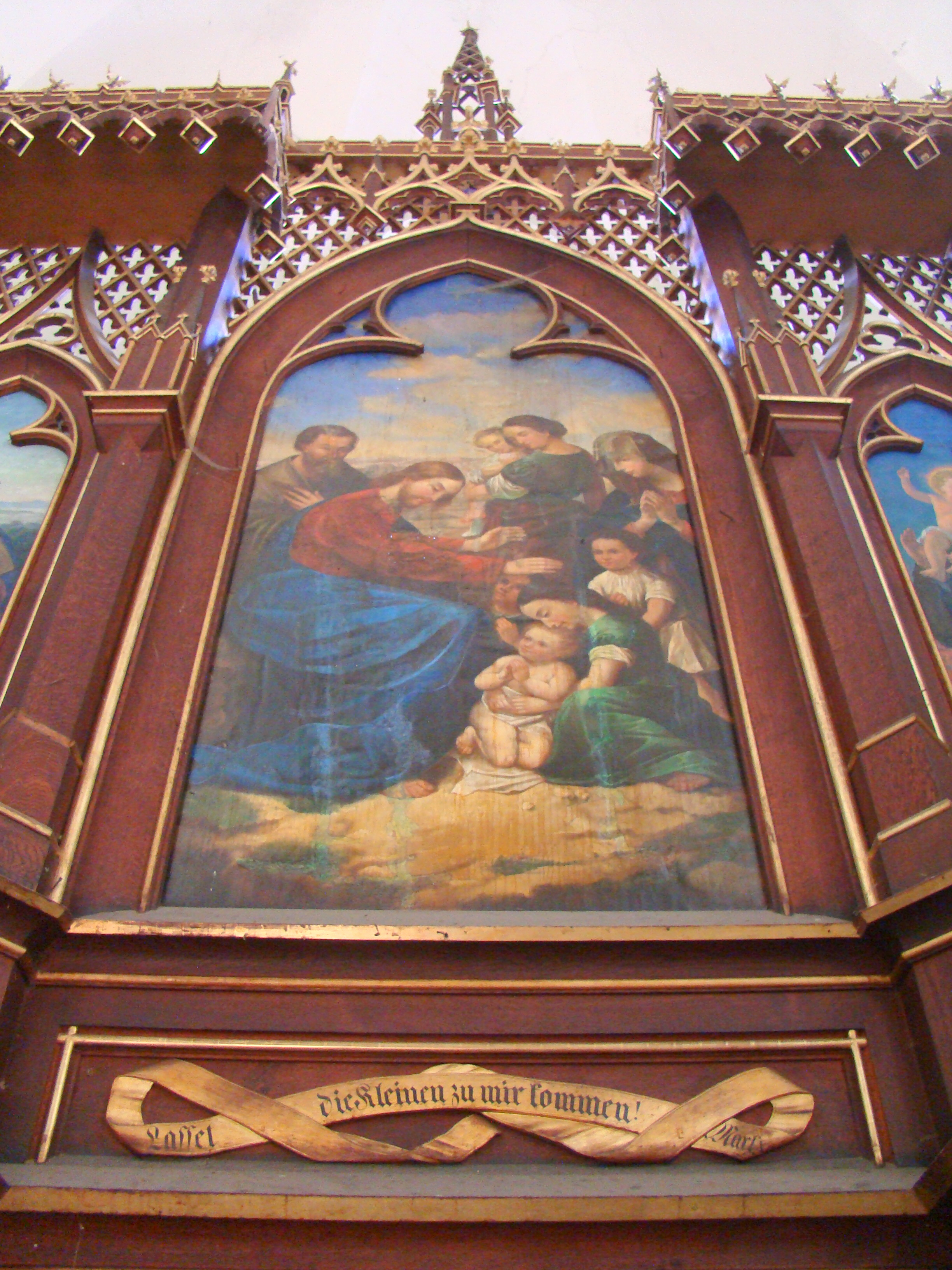
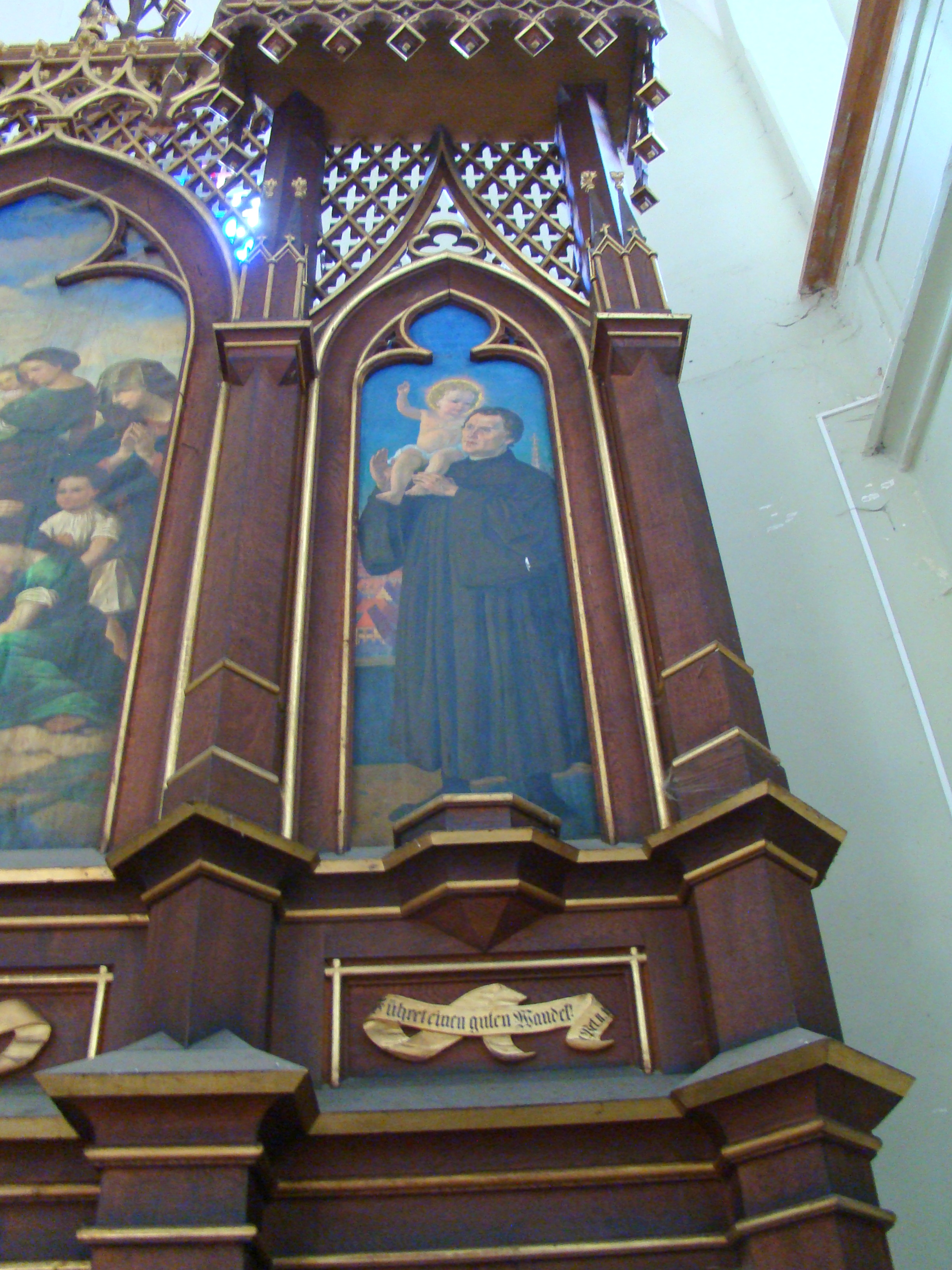
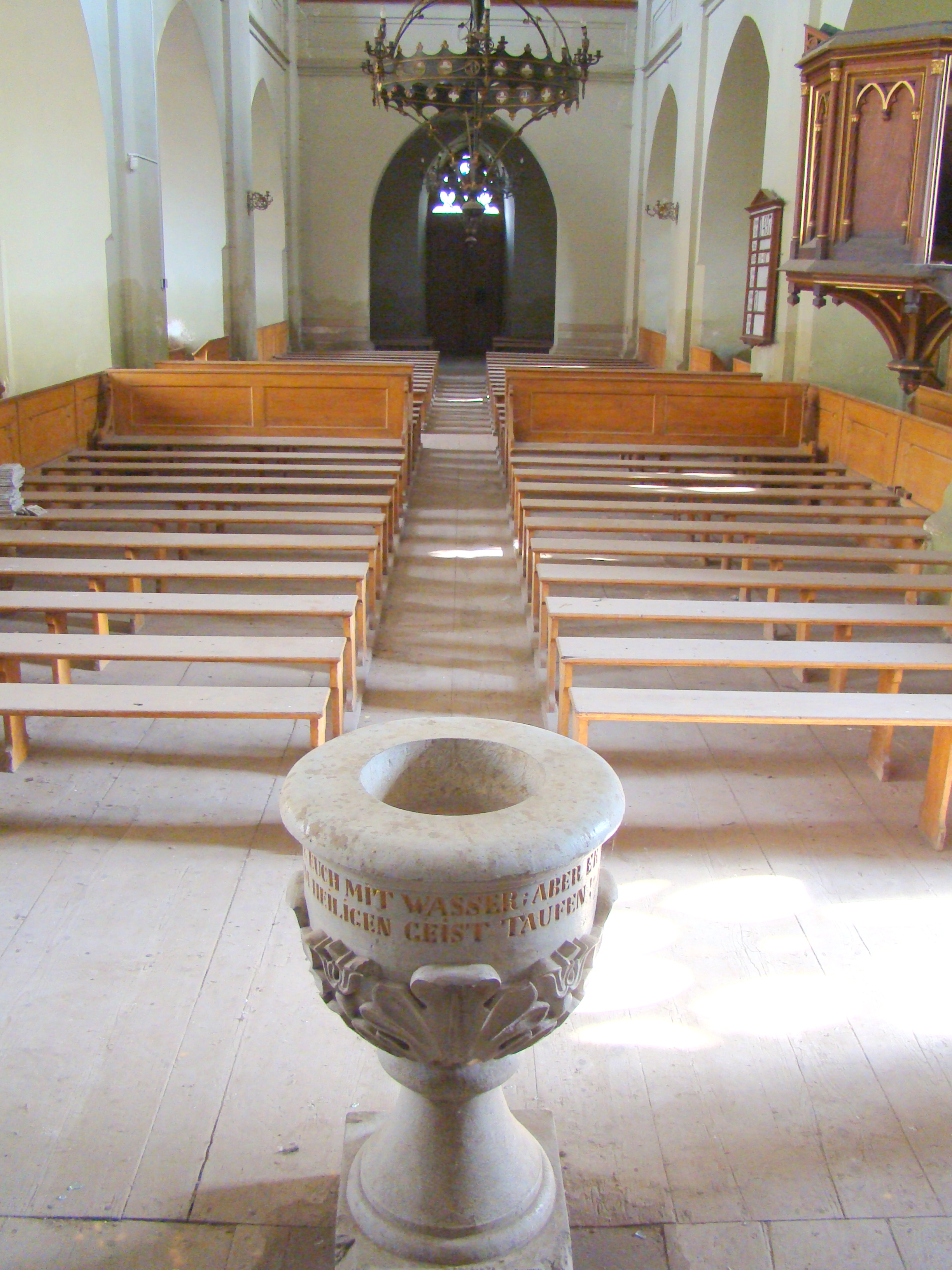
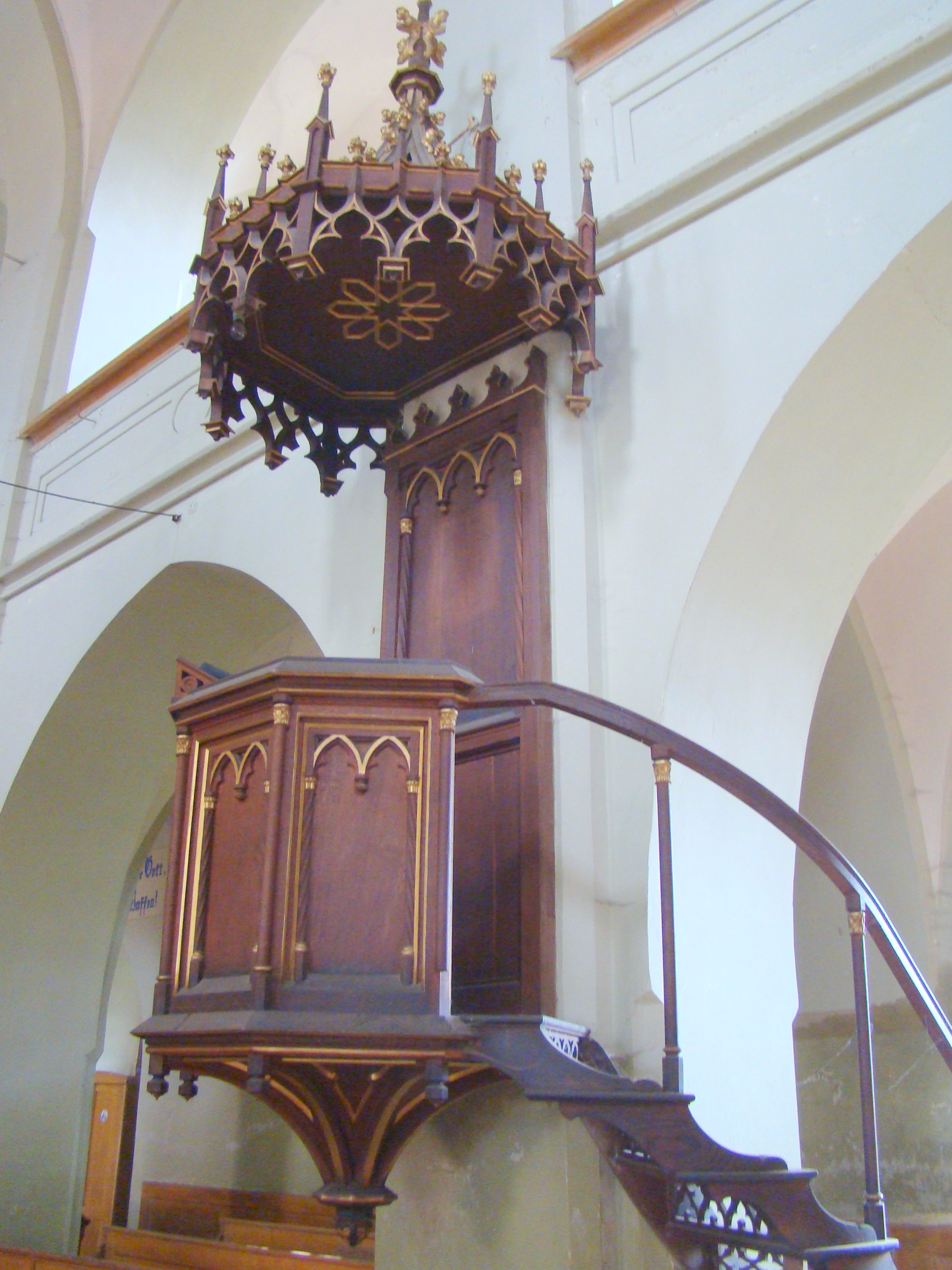
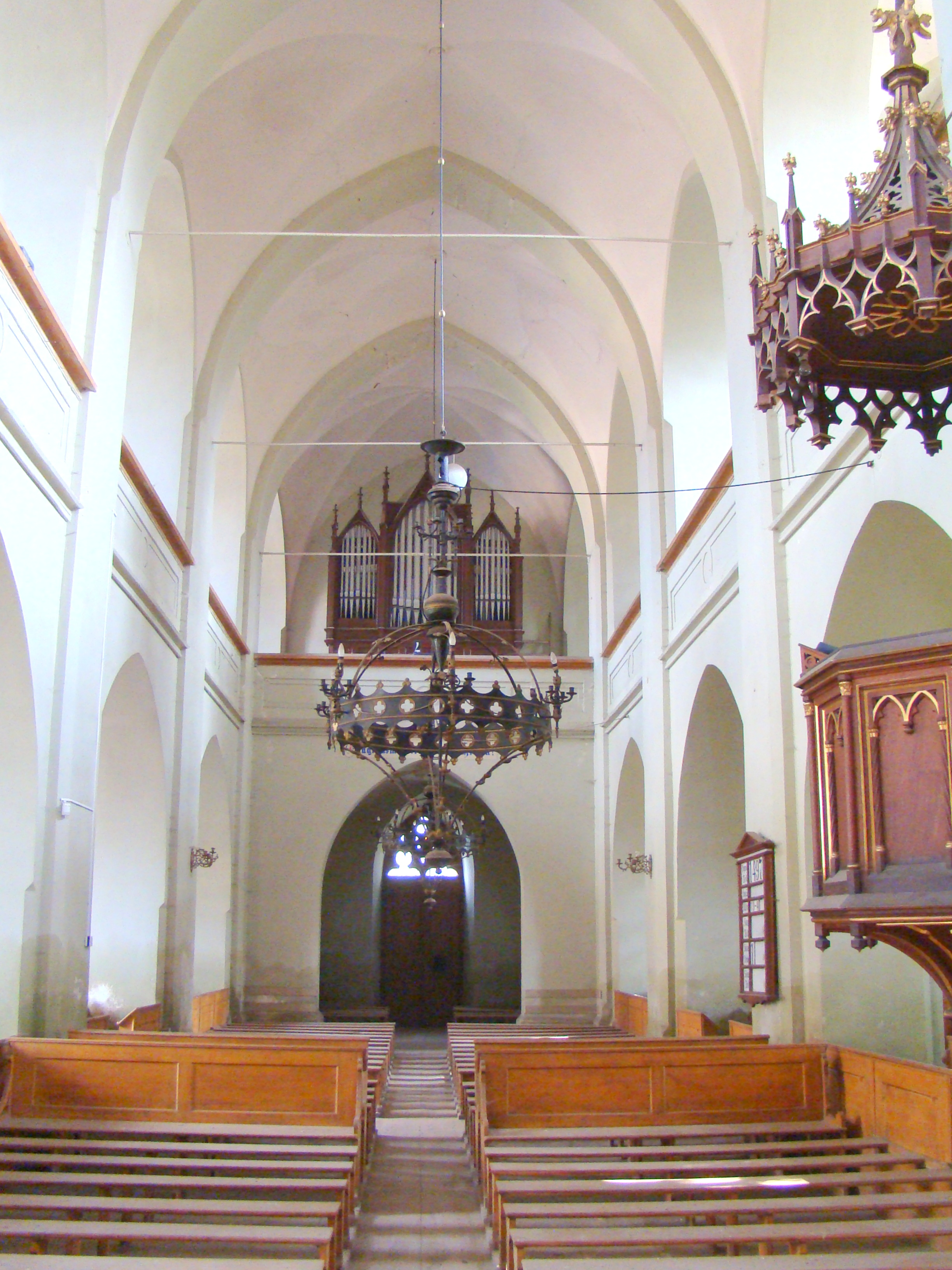
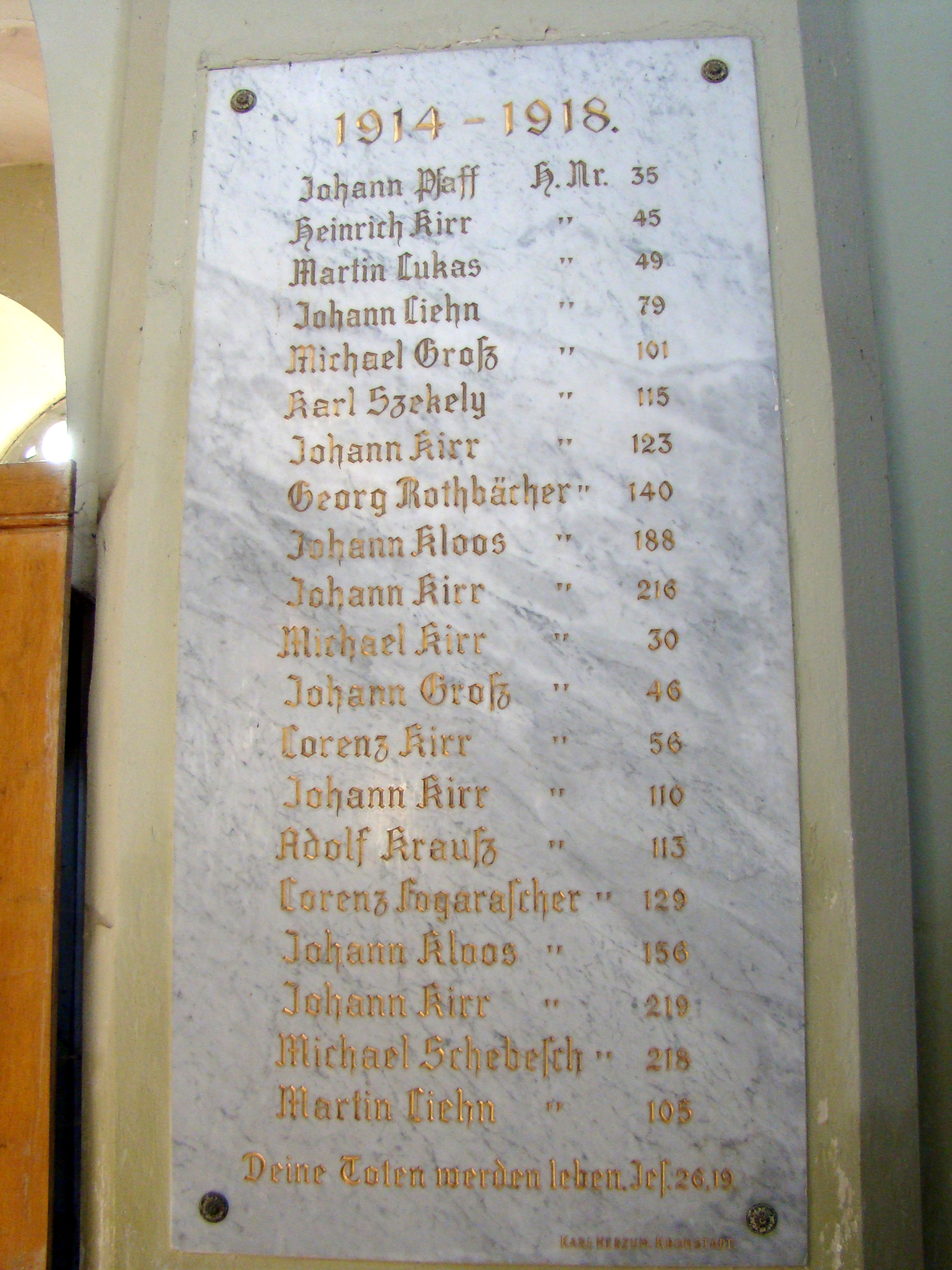
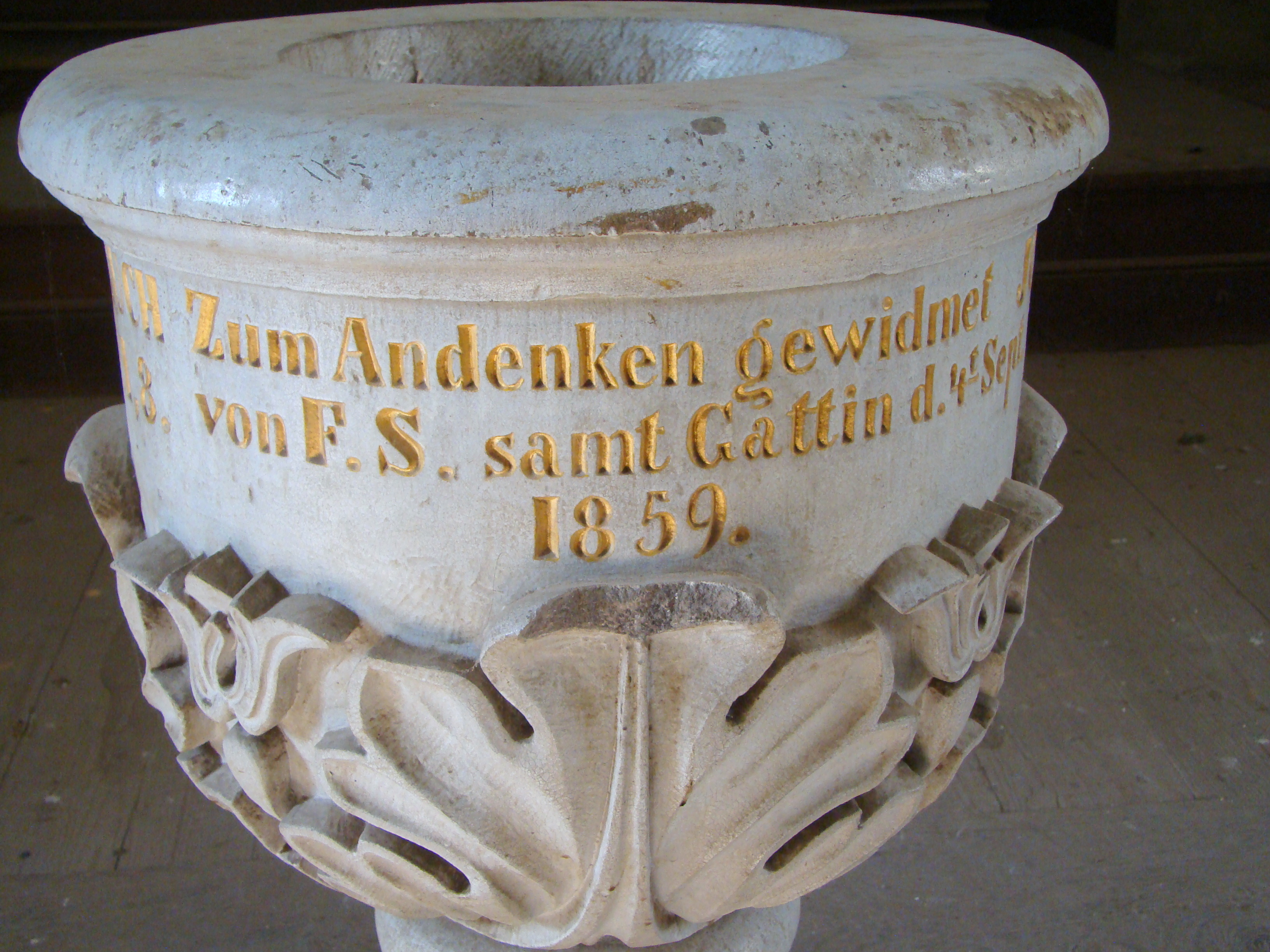
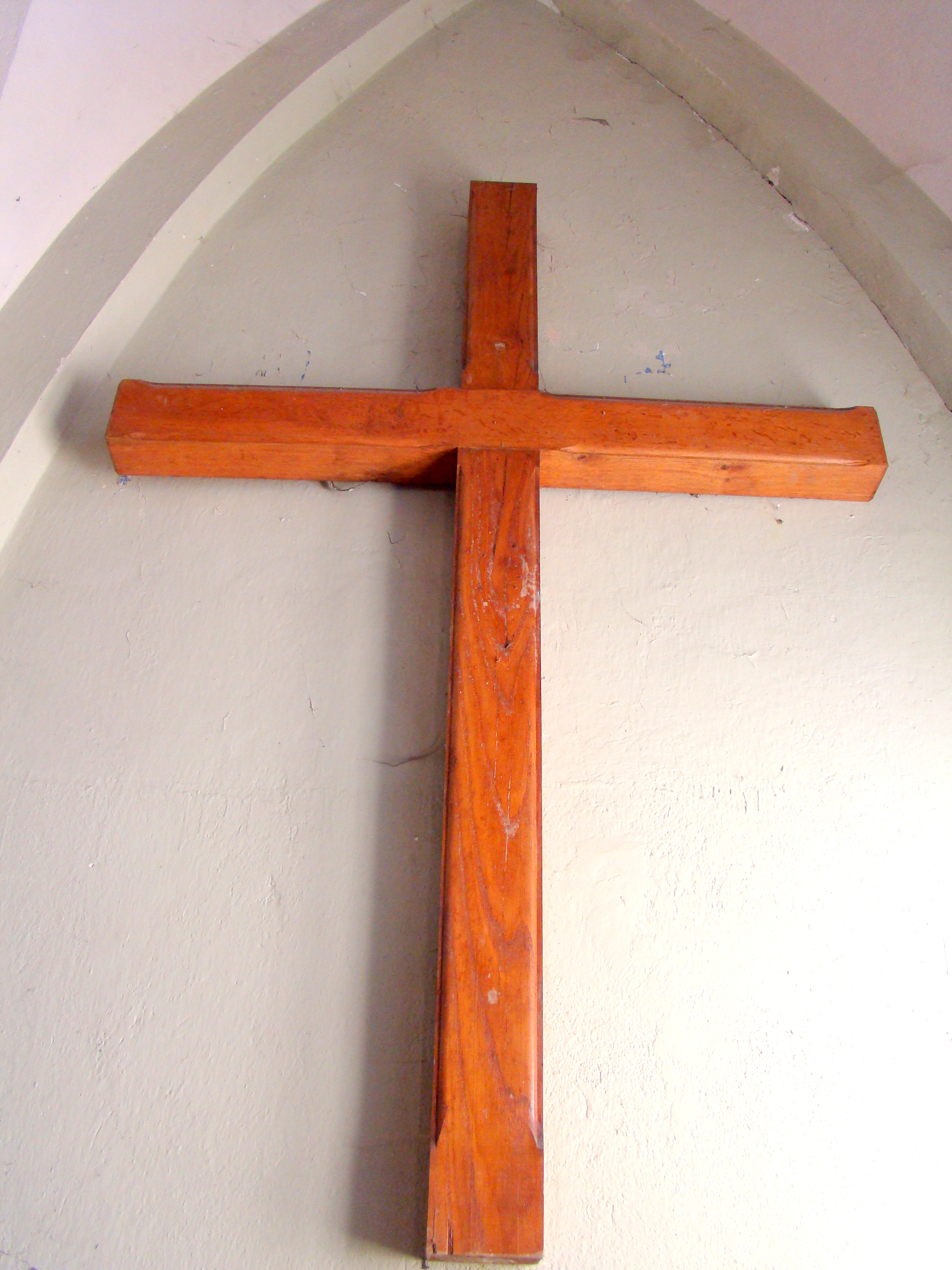
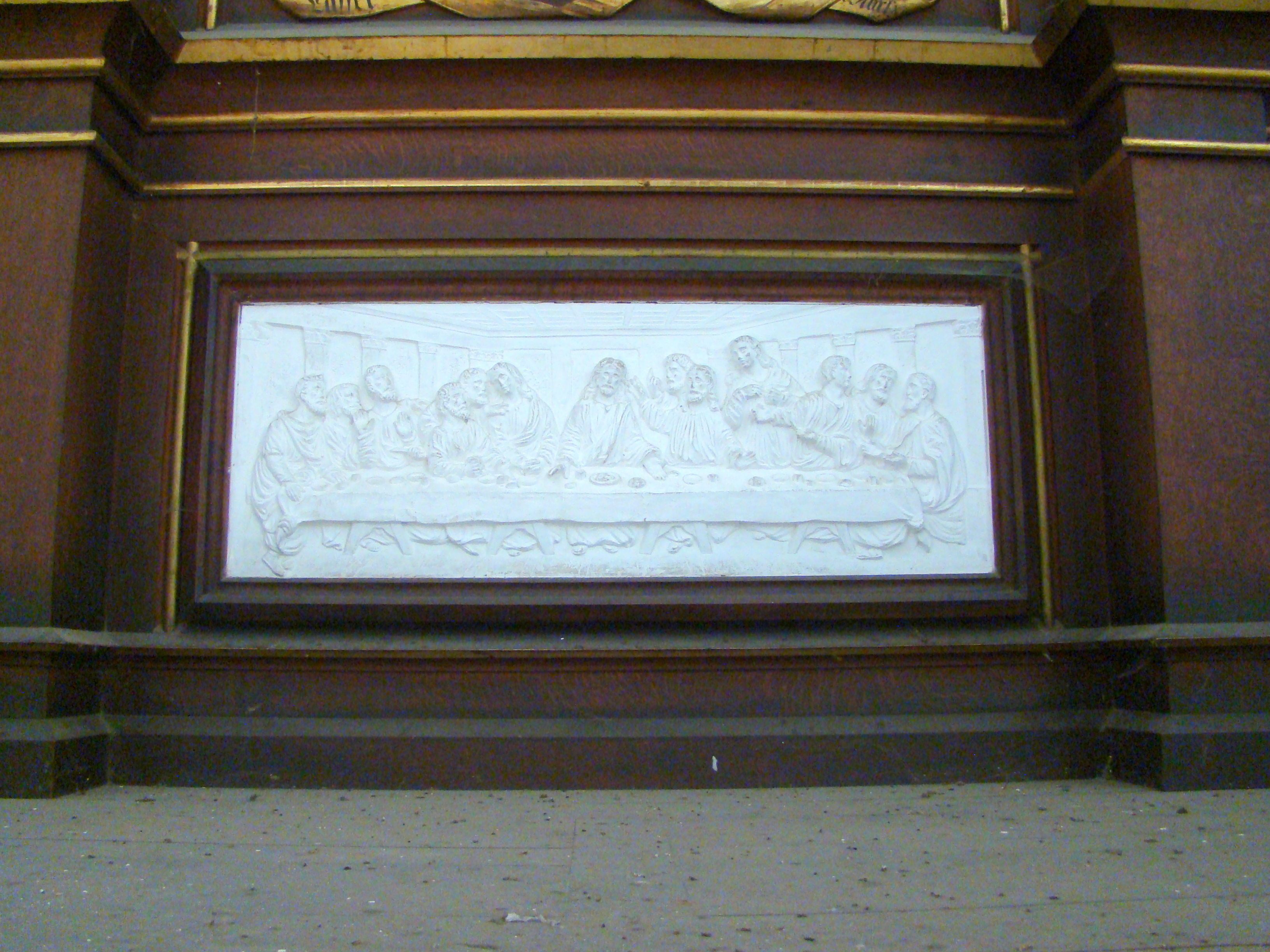
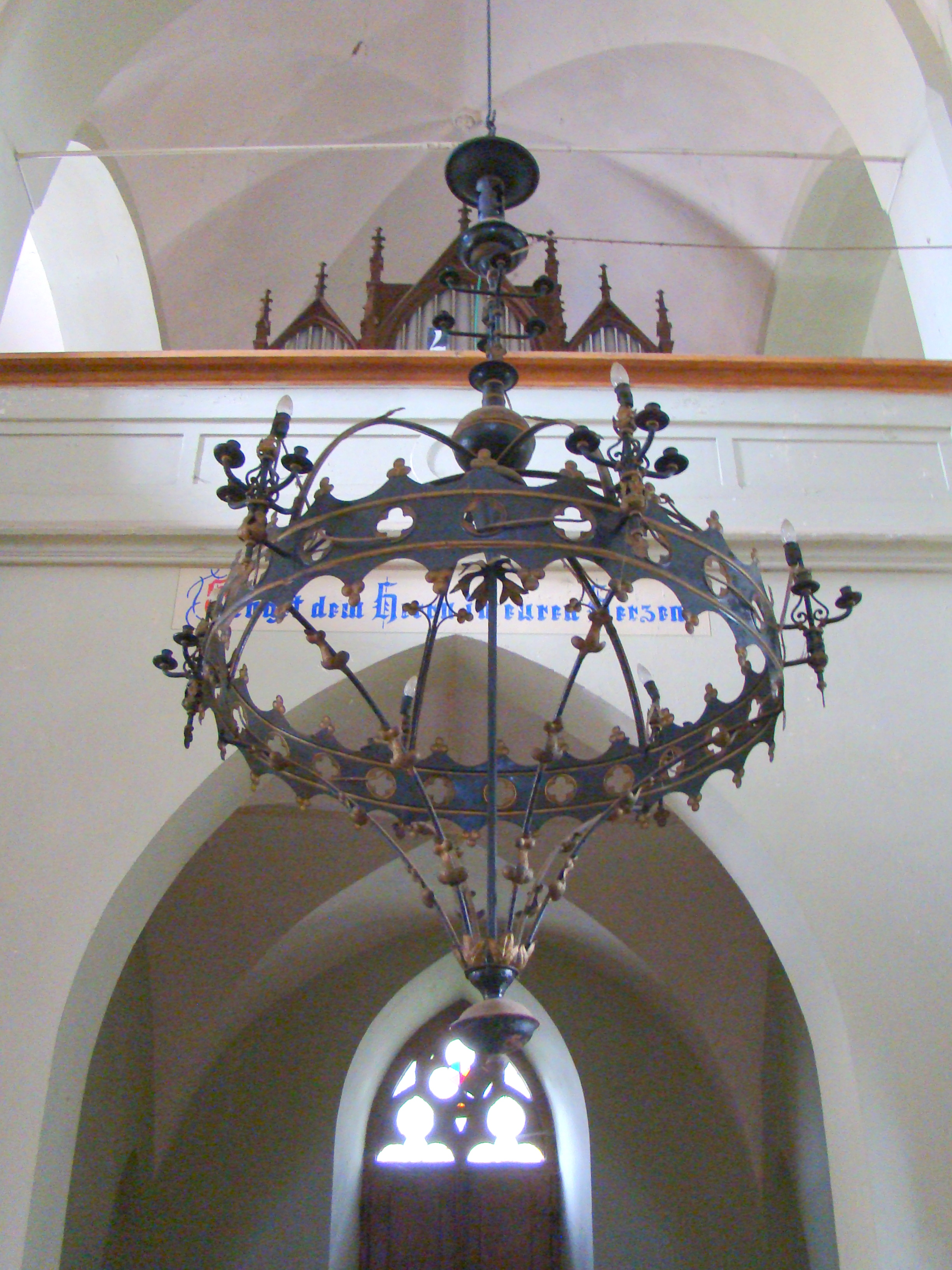
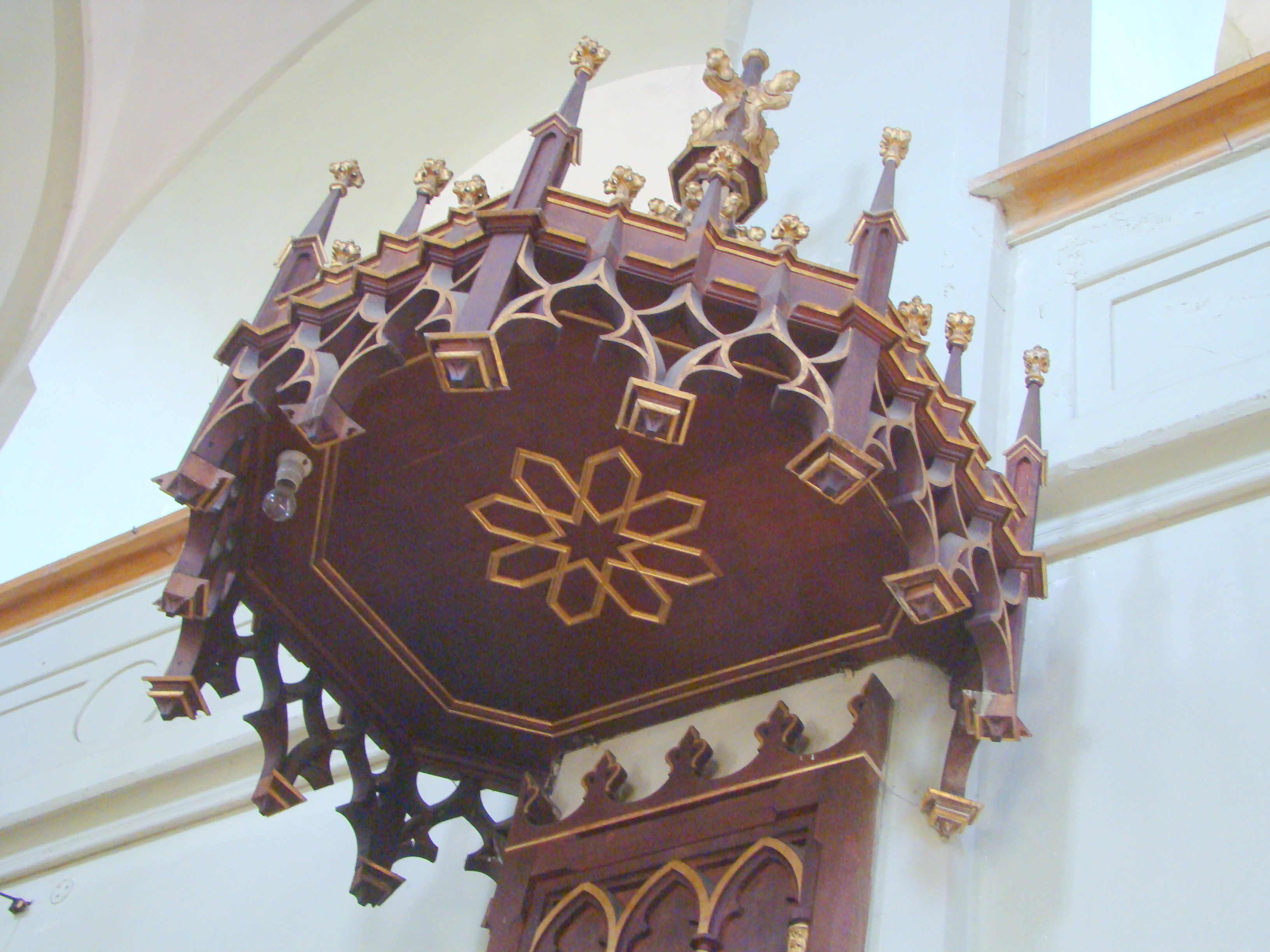
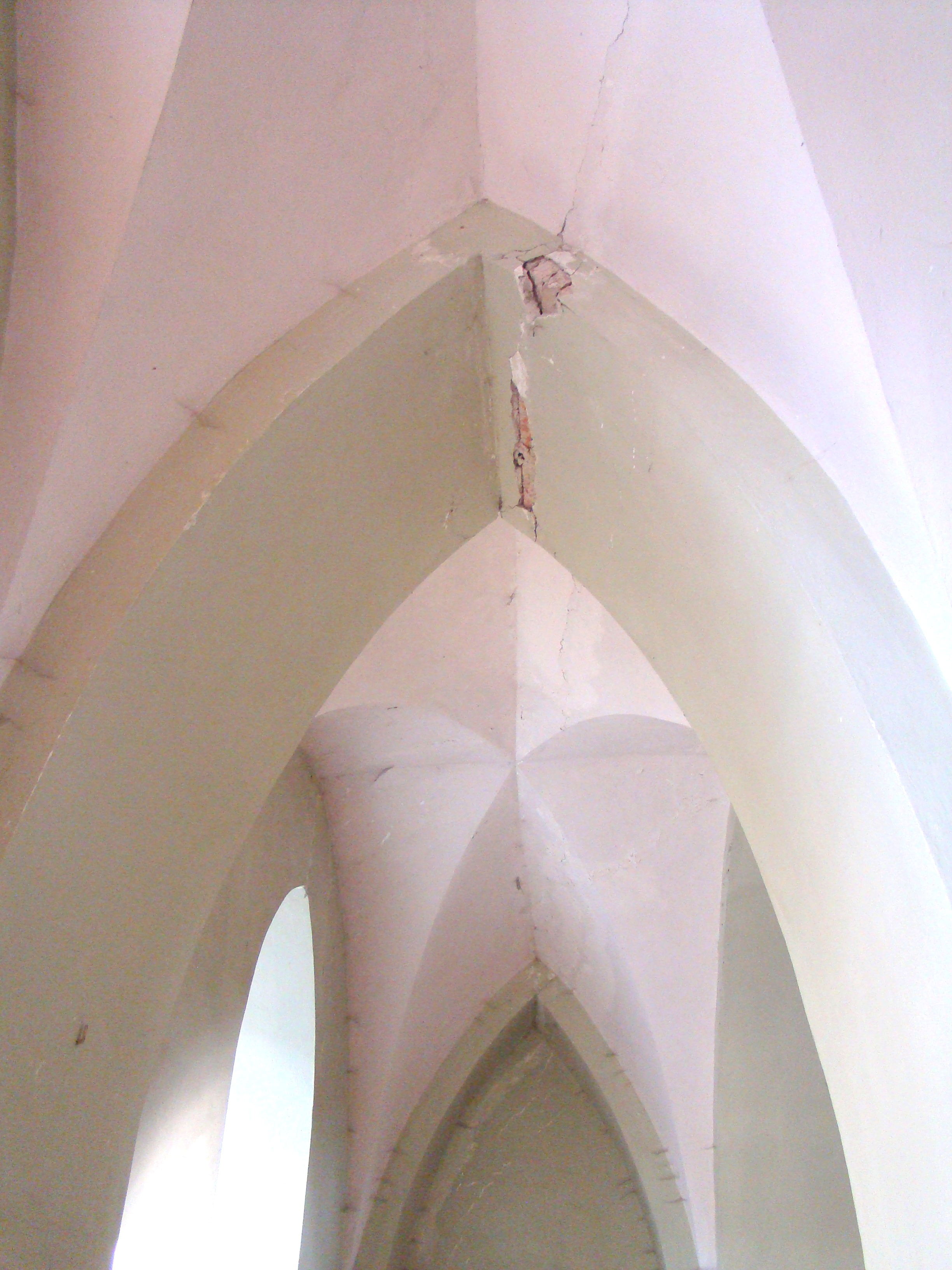
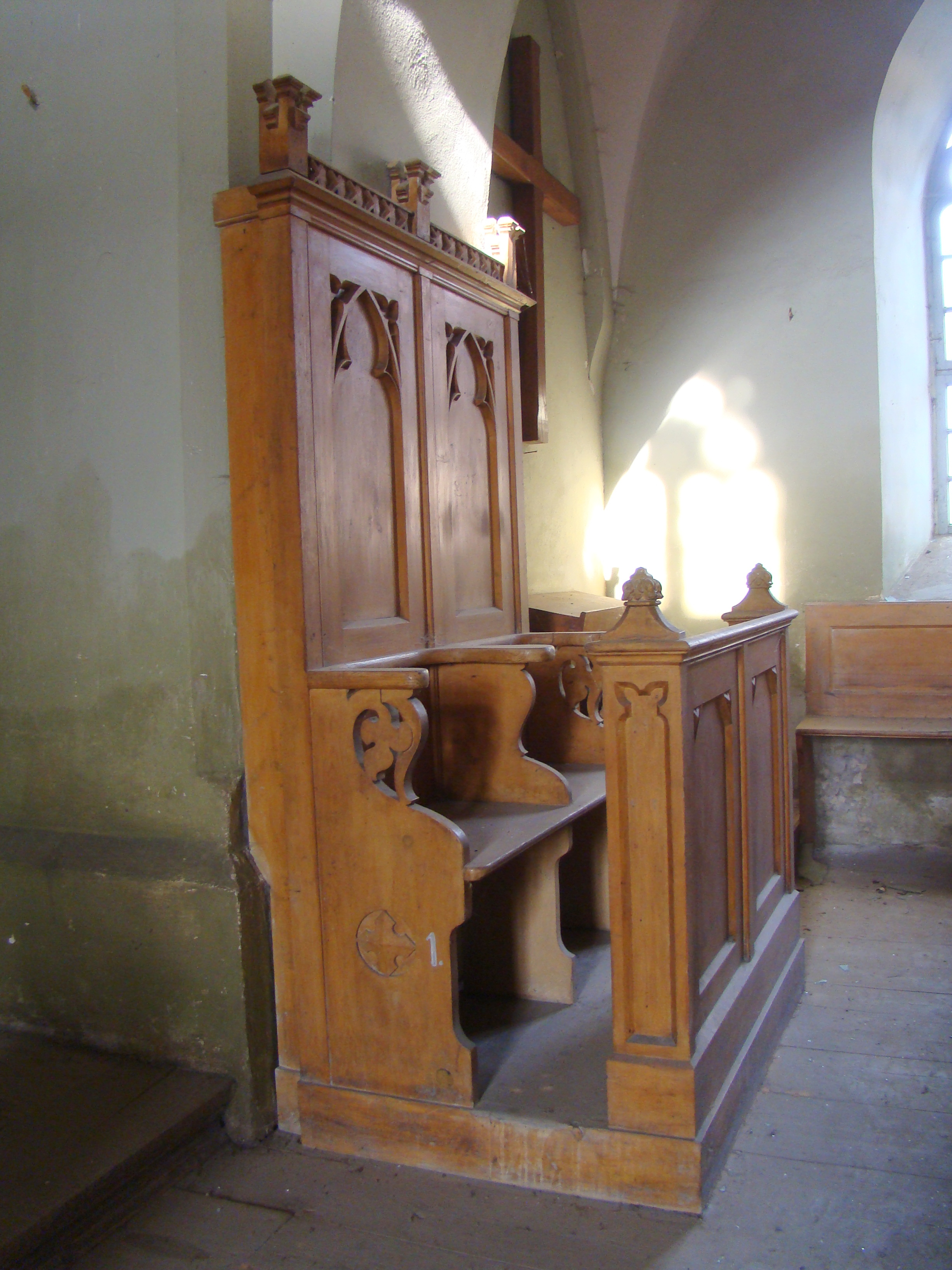
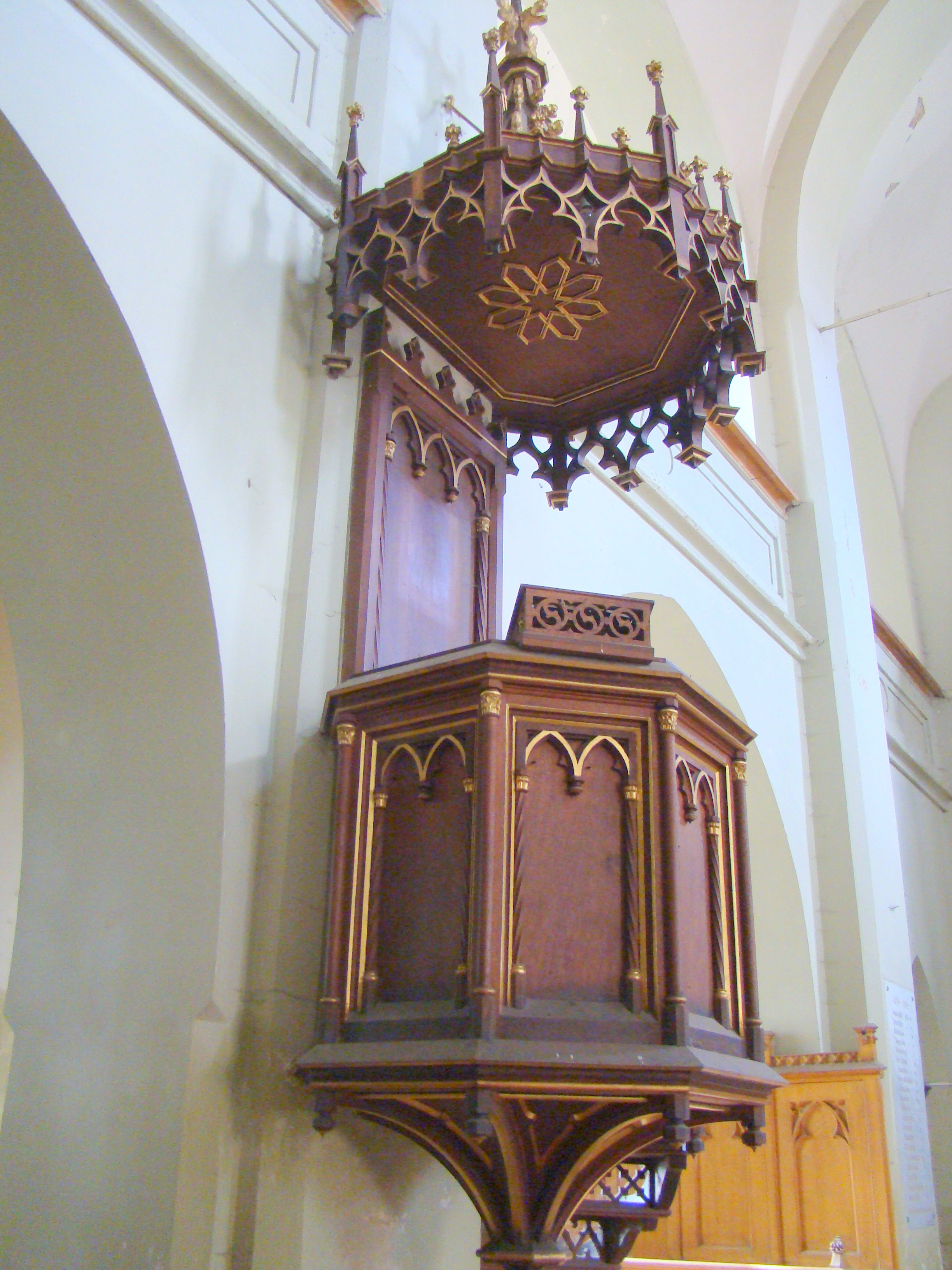
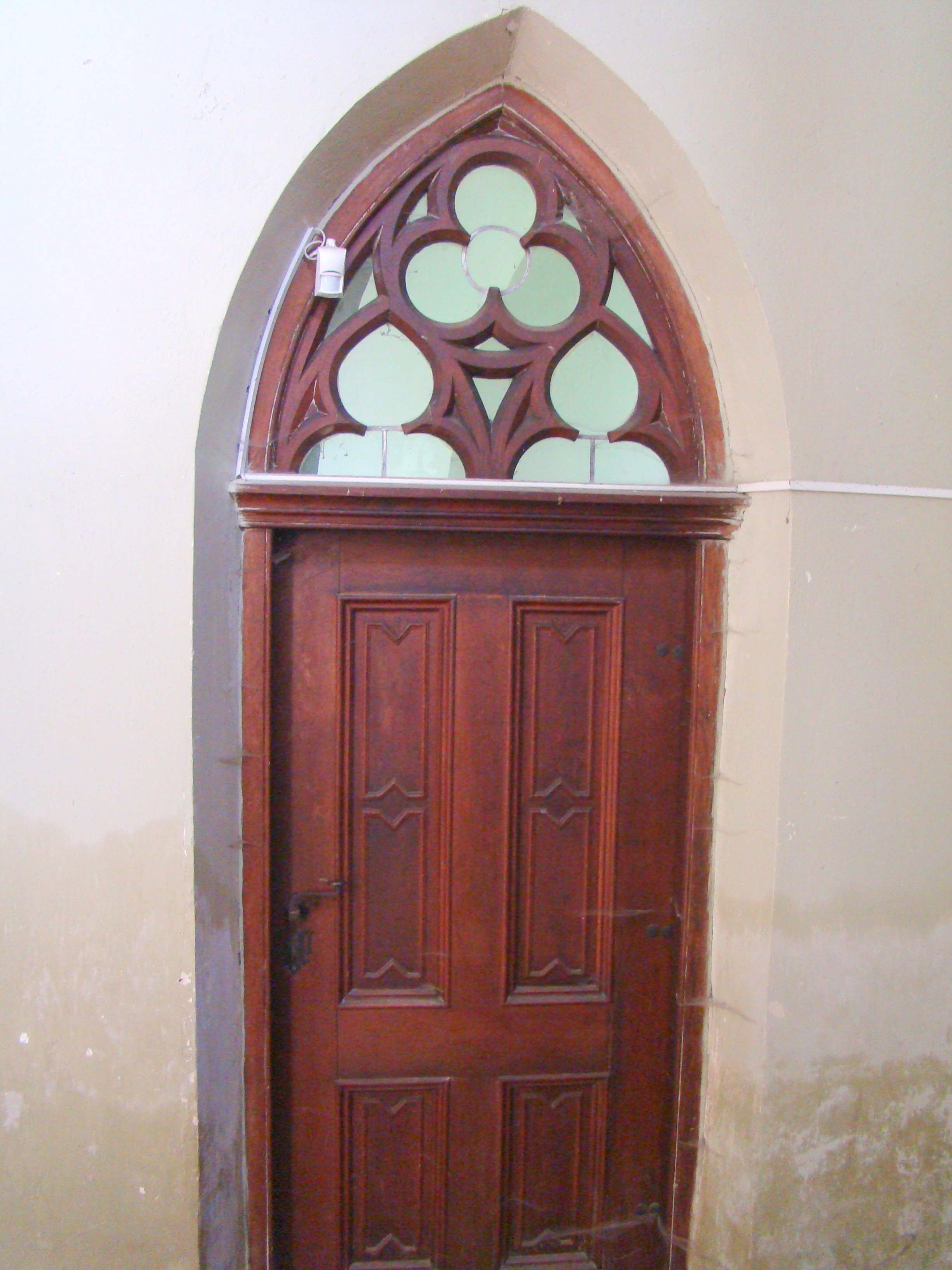
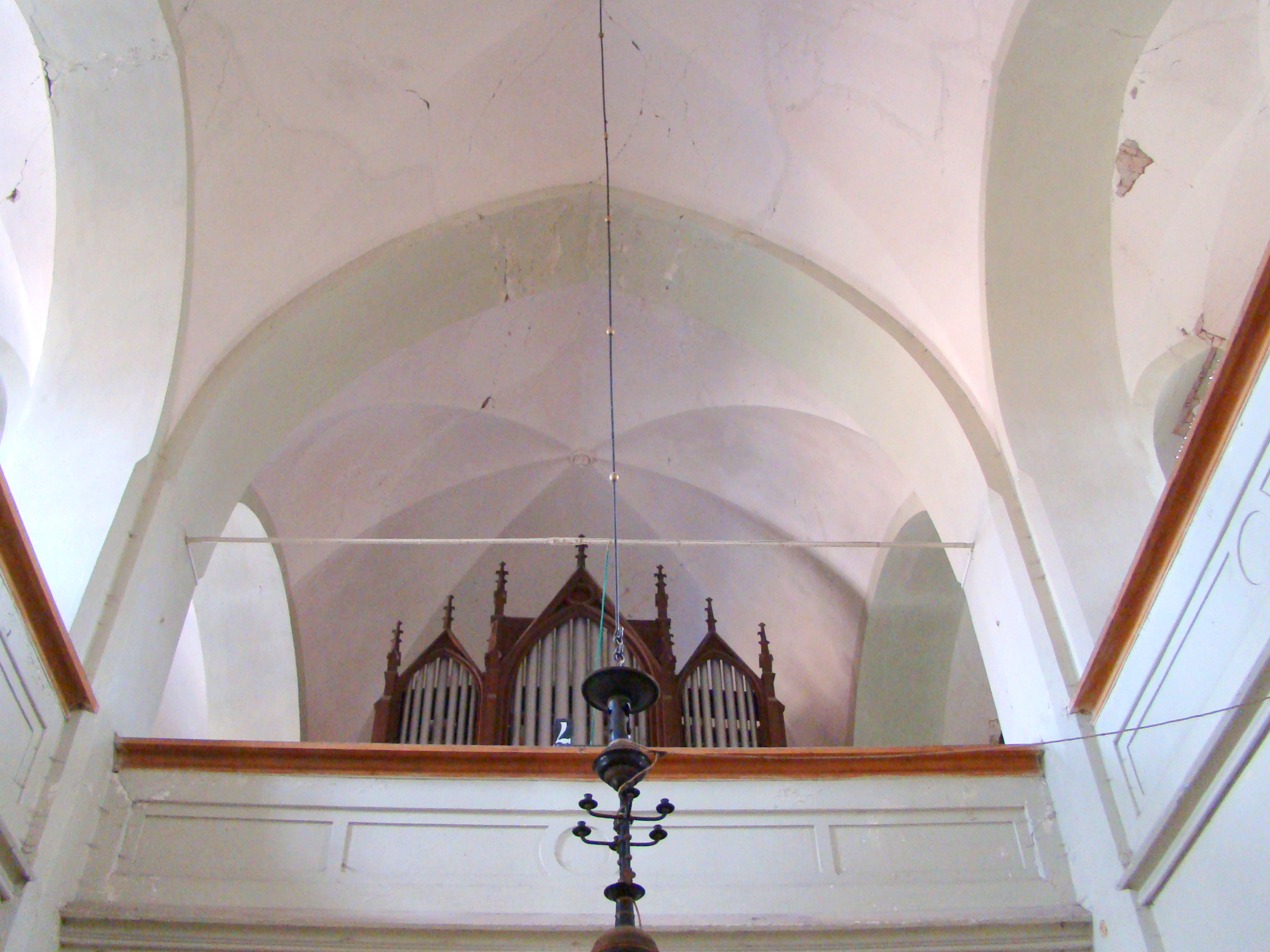
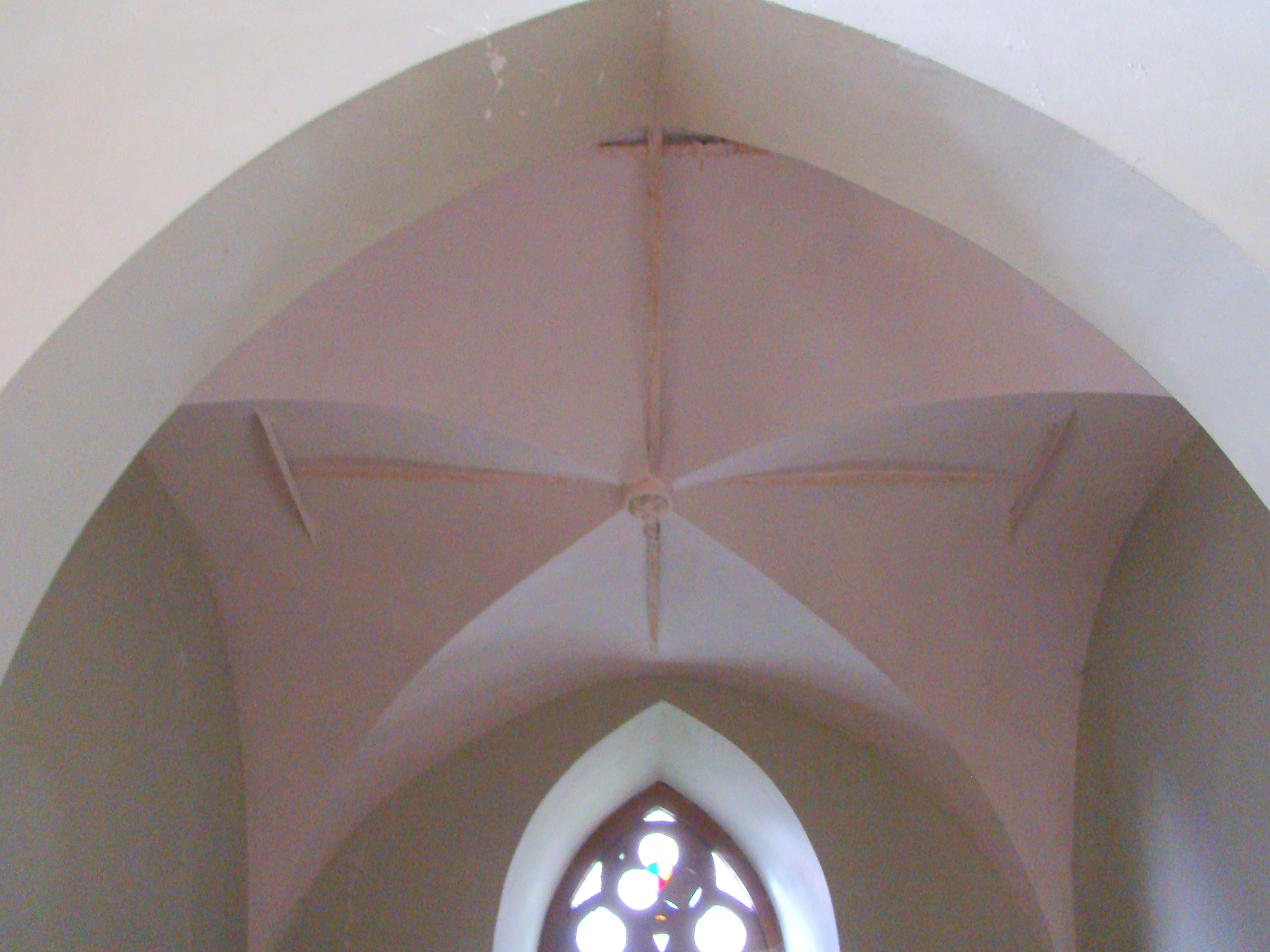
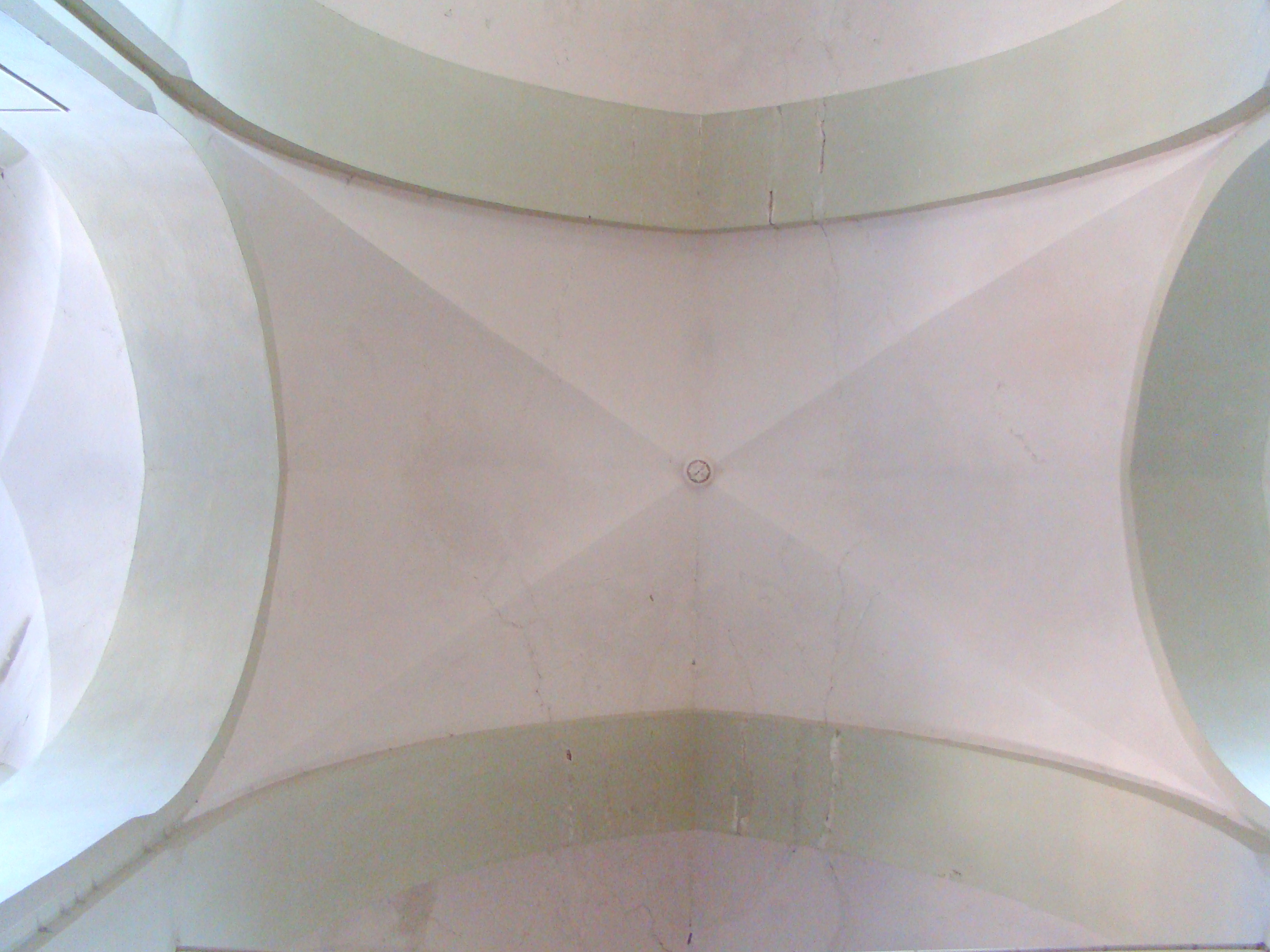
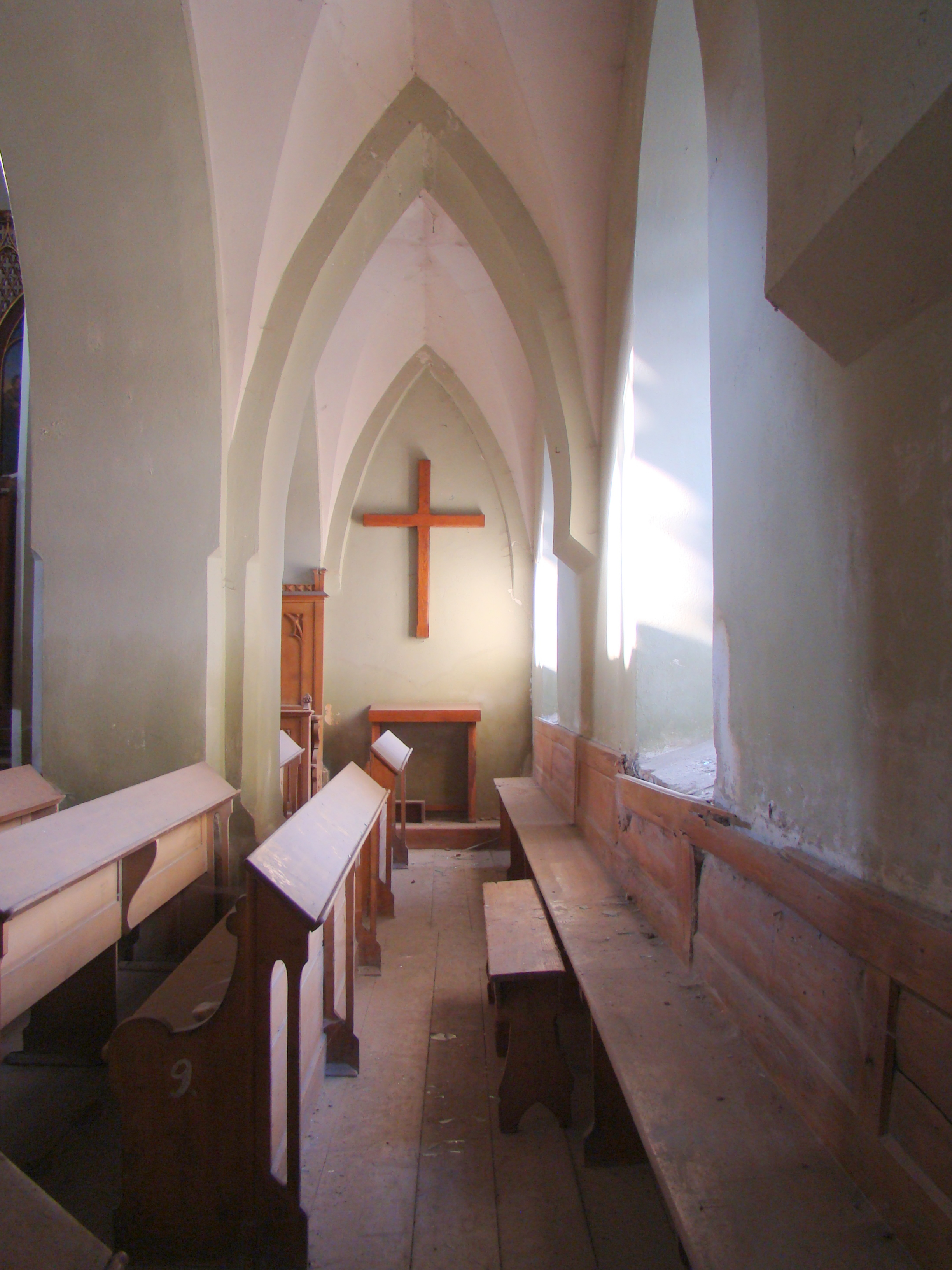